# Giardino delle serre d'Auteuil

Pianta del giardino delle serre di Auteuil

Il giardino delle serre d'Auteuil è un orto botanico aperto al pubblico, sito nel bois de Boulogne. Ristrutturato nel XIX secolo sotto la direzione di Jean Camille Formigé, è stato abbellito con grandi serre in ghisa dipinta di color turchese, erette dall'architetto francese nel 1898, di una fontana, opera di Jules Dalou, e di mascheroni di Auguste Rodin.
Nel 1998 il giardino e una parte degli edifici che contiene sono iscritti a titolo di monumento storico di Francia.
Il giardino è uno dei quattro poli dell'Orto botanico della città di Parigi, insieme al Parc de Bagatelle, nel bois de Boulogne, al Parco floreale di Parigi e all'arboretum de l'école du Breuil, nel bois de Vincennes. Fino al 2008 accoglieva fra l'altro la direzione dei parchi, giardini e spazi verdi del municipio di Parigi. Tutte le estati ospita un festival di musica classica: i solisti alle serre di Auteuil.
Esso è servito dalla stazione del Metro Porte d'Auteuil.

## Storia

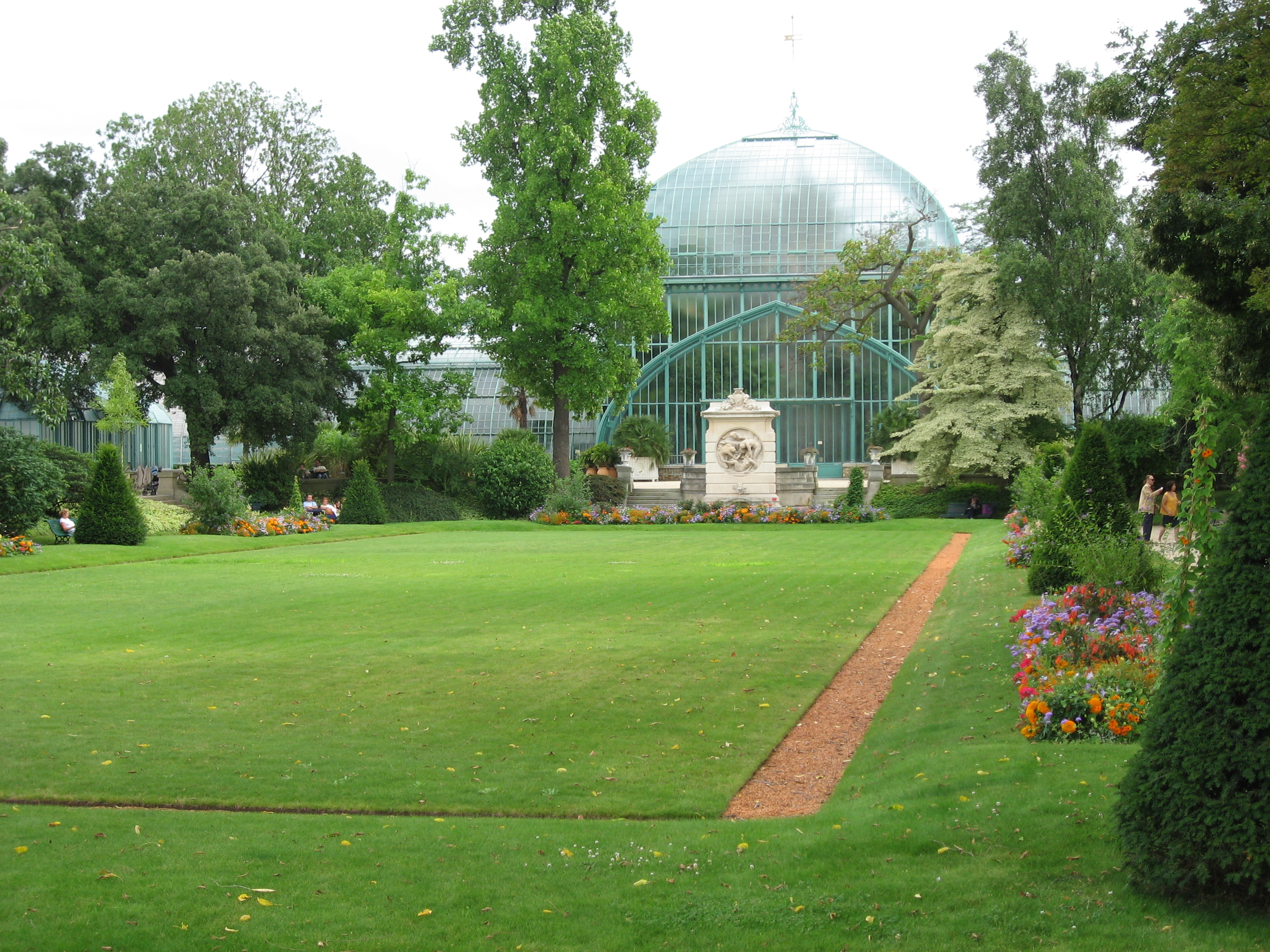
La grande serre di Jean Camille Formigéau al fondo del giardino alla francese.

Nel 1761 Luigi XV di Francia fece costruire un giardino decorato con serre e aiole di fiori.
Alla fine del XIX secolo l'architetto in capo al servizio Passeggi e Piante della città di Parigi, Jean Camille Formigé, fu incaricato di creare un luogo di produzione orticola. La sua realizzazione durò dal 1895 al 1898. Si può vedere una fontana ornato da un altorilievo in pietra della Bacchanale di Jules Dalou. Il muro di sostegno dei terrazzamenti è ornato da quattordici mascheroni in ghisa galvanizzata di Rodin, fusi secondo i modelli ordinati nel 1878 da Davioud per la fontana in cascata del palazzo del Trocadéro.
Nel 1968 la costruzione dello svincolo di Auteuil e della tangenziale soppresse un terzo della superficie e comportò il trasferimento del centro orticolo della città di Parigi a Rungis e e Fresnes.

## Architettura

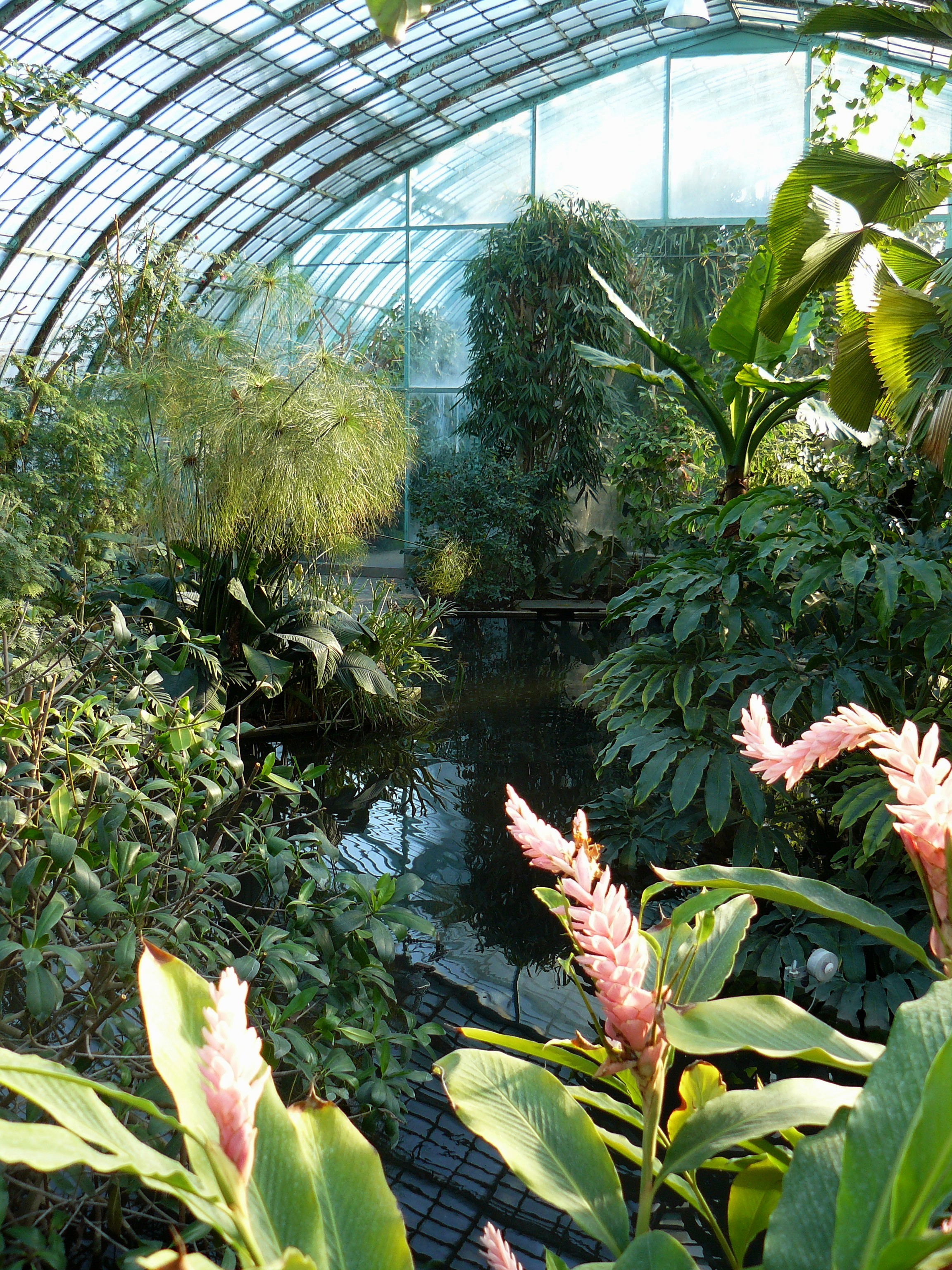
Interno d'una serra.

Il giardino è organizzato intorno ad una vasta aiuola alla francese. Le cinque serre principali (la grande serra, le serre est e ovest, la serra delle palme e quella delle azalee) danno su questo spazio centrale. Esse sono state realizzate dall'architetto francese Jean Camille Formigé nello stile 1900 che si era potuto veder esprimere nelle serre di Laeken o nel giardino d'inverno dei Champs-Élysées.
Le armature in ghisa, verniciate di un blu-verde tipico dell'epoca, disegnano armoniose volte ad ogiva. La grande serra è un vero e proprio pezzo di bravura tecnica, poiché la sua navata è divisa in tre spazi climatici diversi:, un giardino tropicale, caldo e umido, un palmizio, più secco, ed infine un'orangerie, un po' meno calda. In fondo, separata dall'aiola dalla grande serra, si trova una seconda orangerie, più tradizionale, in roccia sedimentaria silicica e in mattoni, che ospita le piante in casse che decorano il giardino in estate.

## Collezioni
Il giardino delle serre di Auteuil ospita collezioni di piante rare e di piante monumentali. Esso conta più di seimila specie vegetali raggruppate in collezioni tematiche (piante succulente; piante del Sahel con 55 taxon o piante originarie della Nuova Caledonia con 130 taxon, la maggior parte delle quali sono campioni del genere Araucaria) o sistematiche (palmizi, collezioni di ficus, con 120 taxon, Peperomia, con 130 taxon, filodendri, con 60 taxon, begonie, con 580 taxon, felci aquiline, Caladium, con 130 taxon, ecc.). Le serre raggruppano più di cinquemila generi, specie o varietà di piante differenti.
Da notare anche una collezione di palme delle Canarie ai piedi delle quali si trova un acquario di carpe.
Tra le piante monumentali si distingue un Ginkgo biloba, fossile vivente originario della Cina, l'albero che in autunno esala un forte odore di caramello, i lilla delle Indie, dal colore di malva, una Pterocarya stenoptera, che è l'albero più grosso del giardino, la magnolia sempreverde, dai grandi ed odorosi fiori bianchi.
Le orchidee sono rappresentate da 515 taxon, le Bromeliaceae da 400 taxon.

### I diversi settori

#### Le serre

##### La grande serra opalmarium

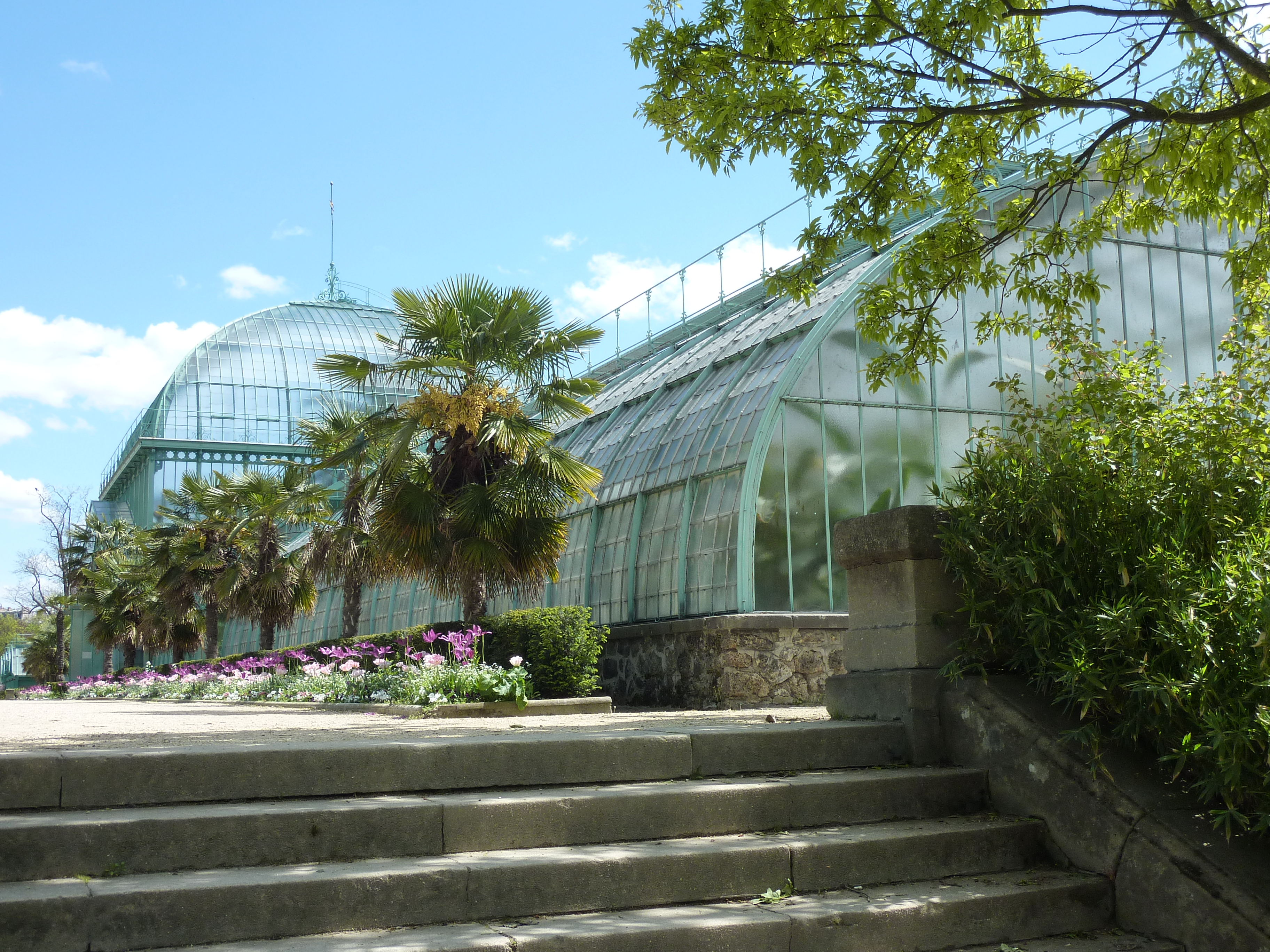
Esterno
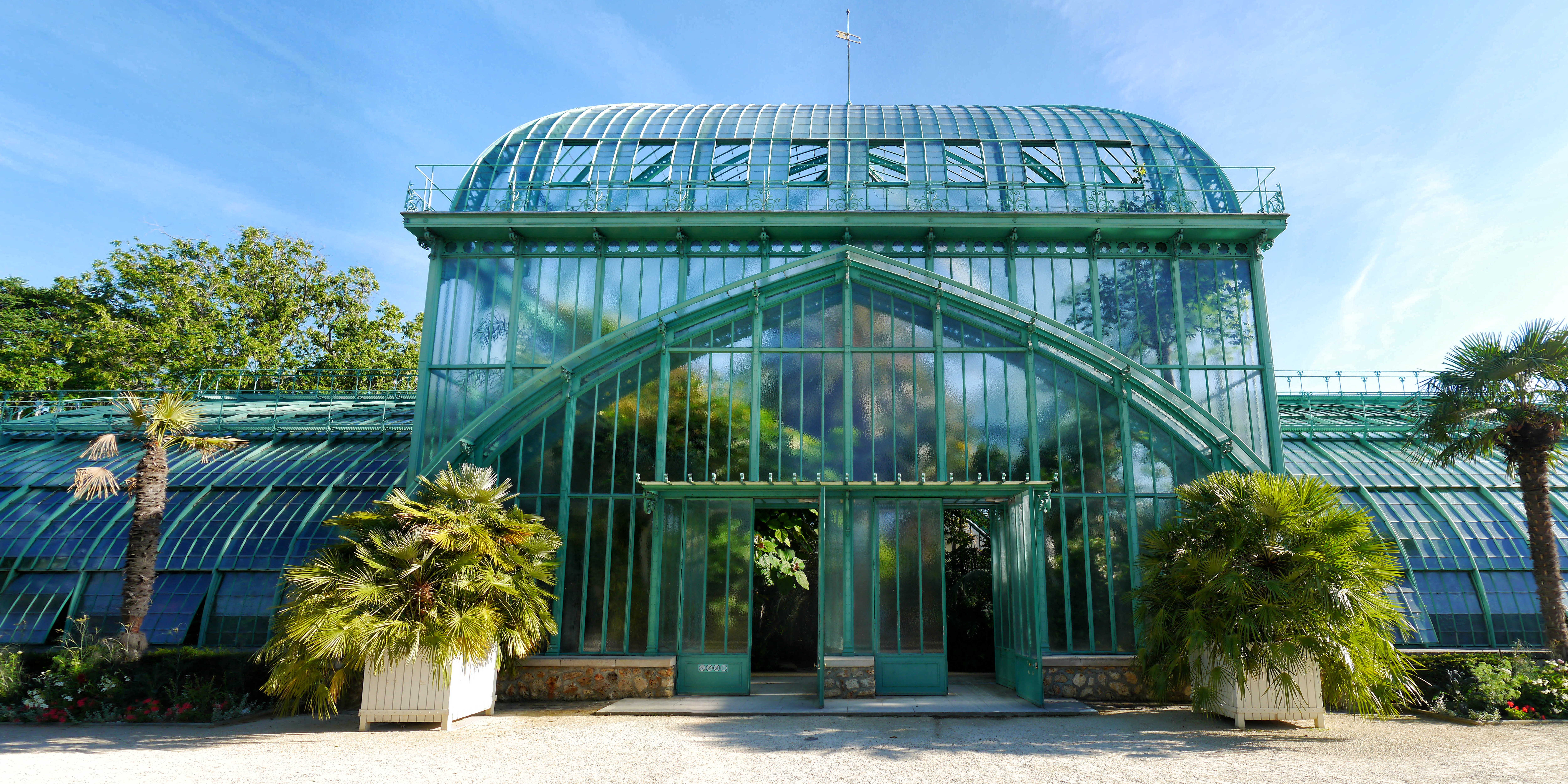
Ingresso al palmarium
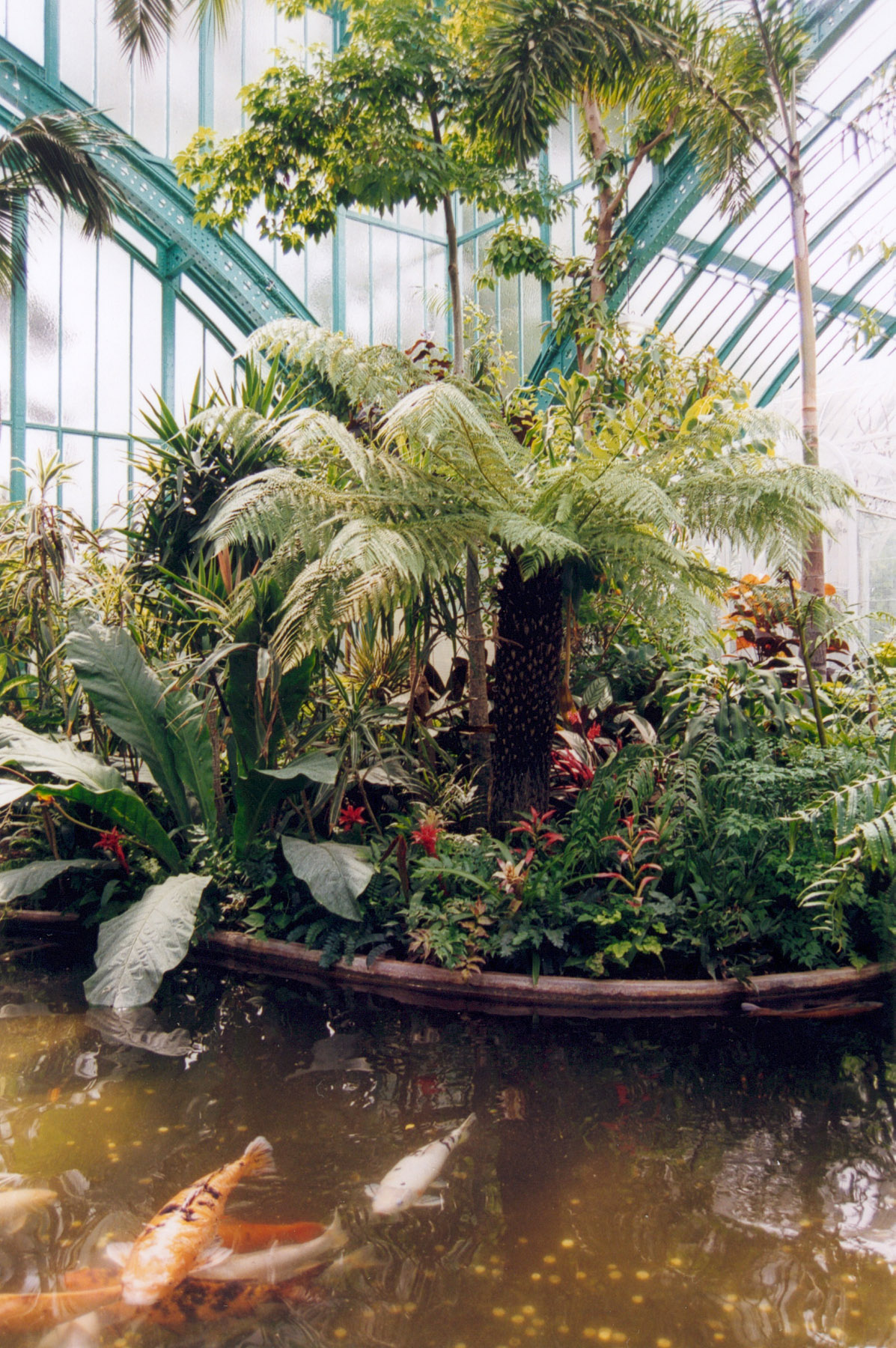
Interno
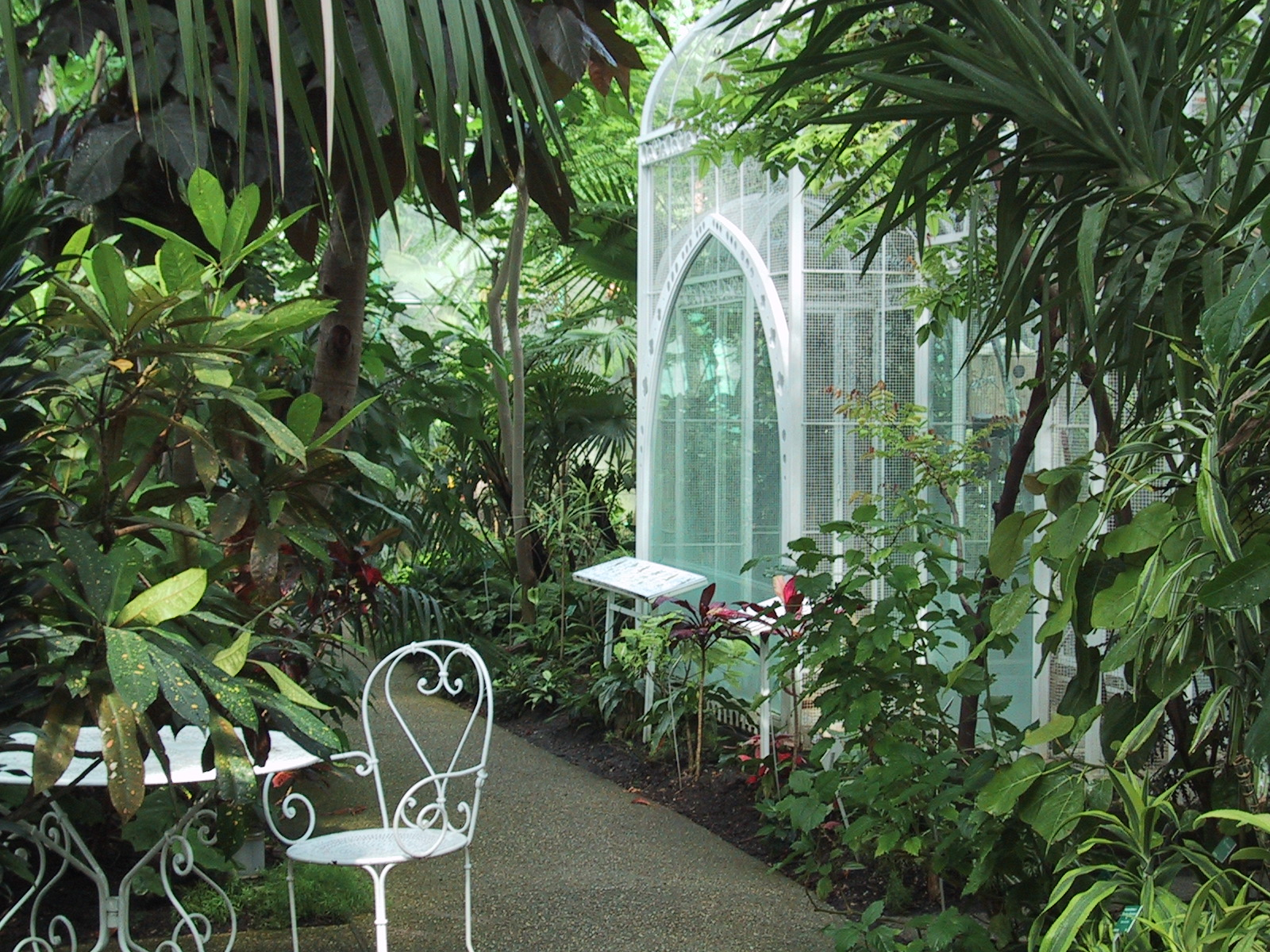
La voliera
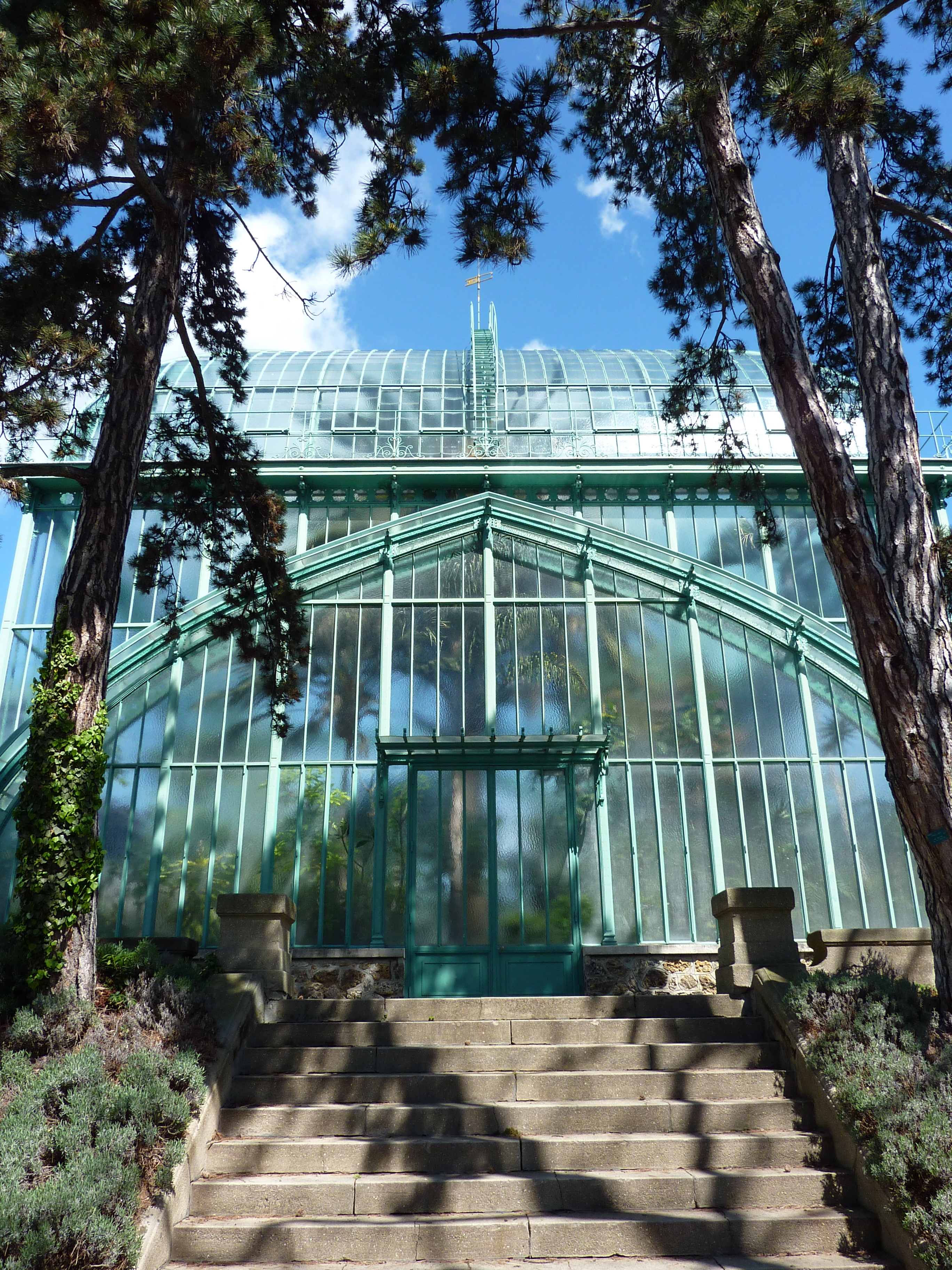
Lato posteriore

##### Leserres du plateau

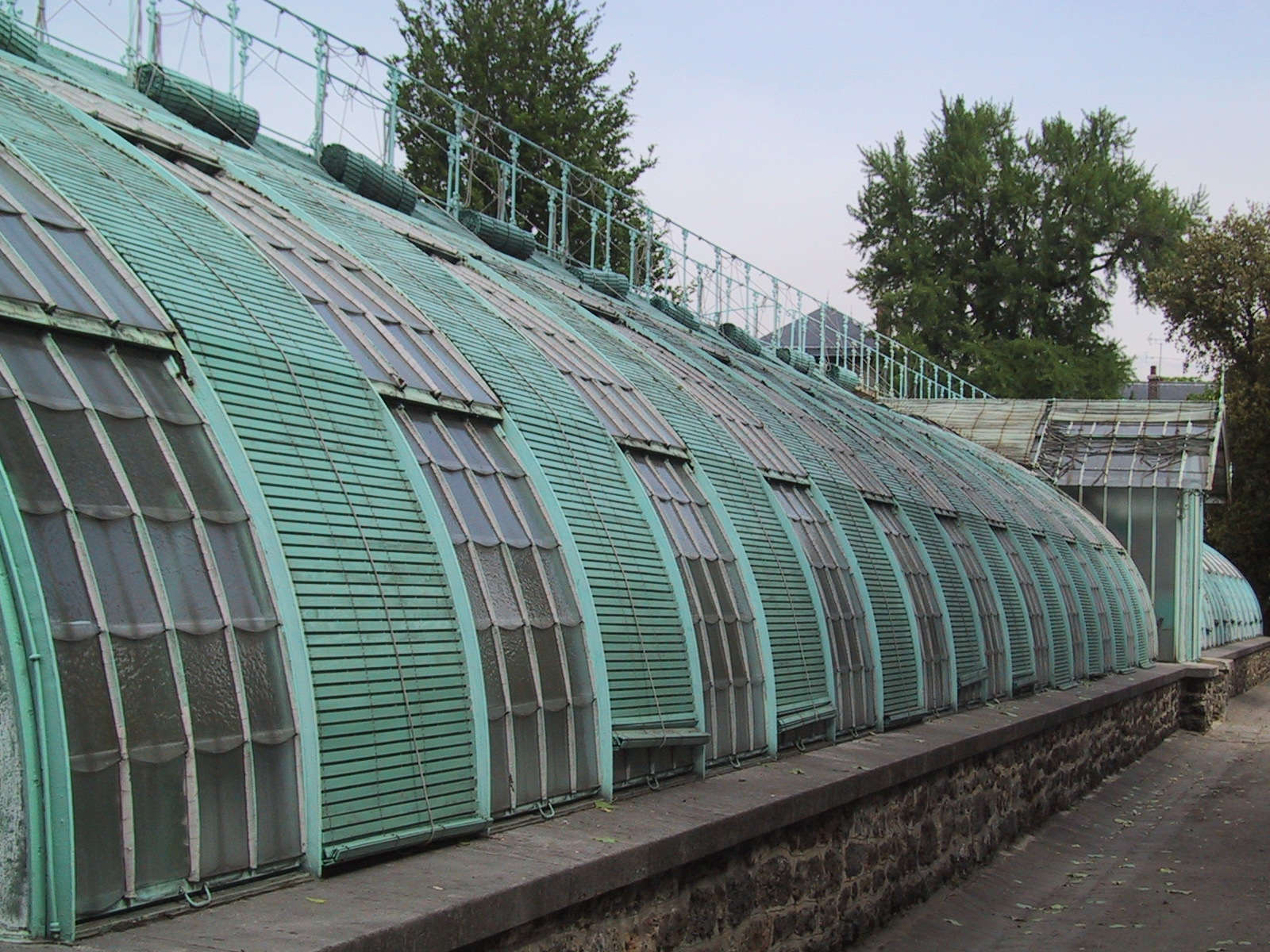
Una parte delle serres du plateau nel 2006
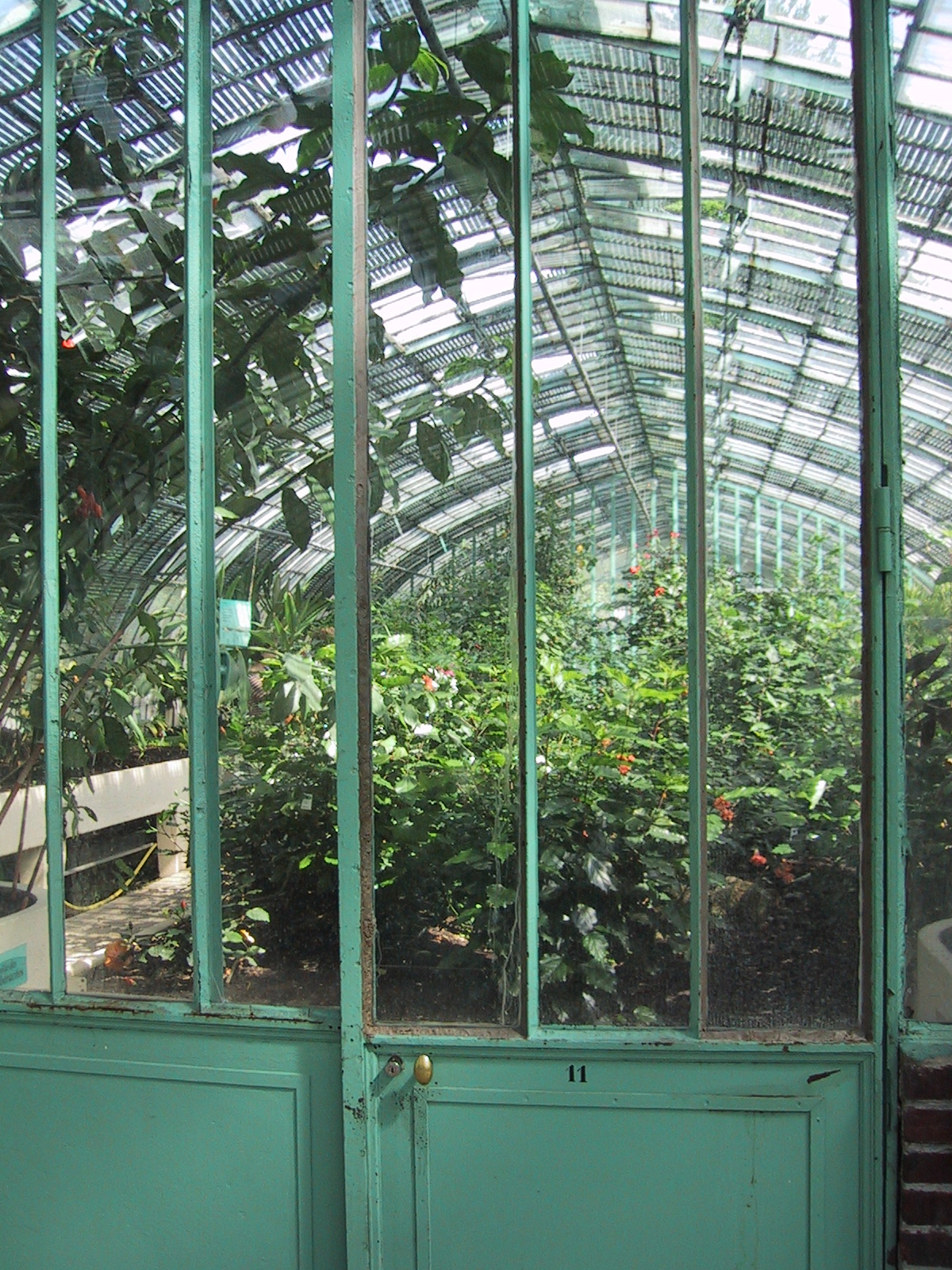
Interno d'una delle serres du plateau nel 2006
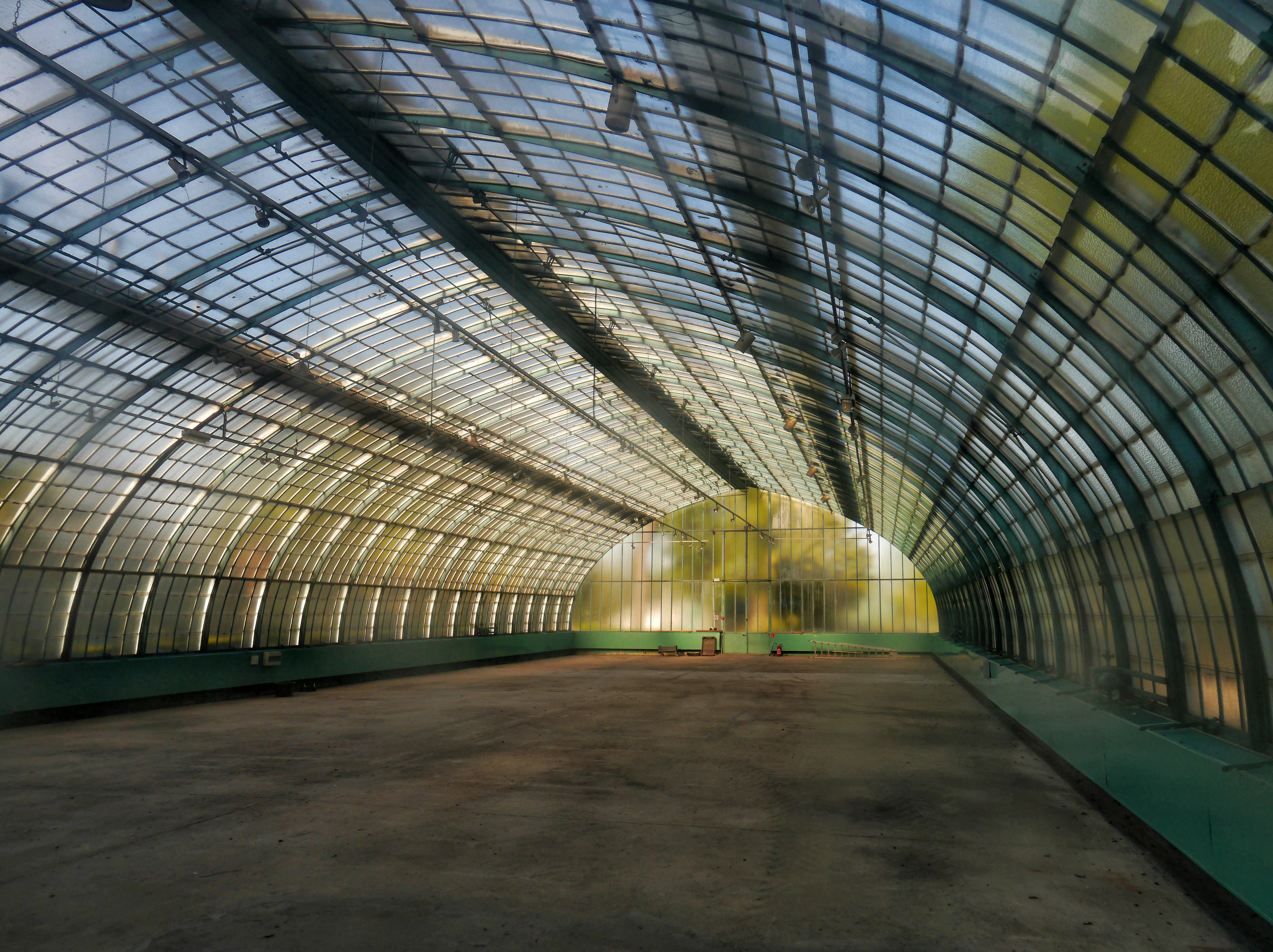
Serra in rifacimento nel 2012
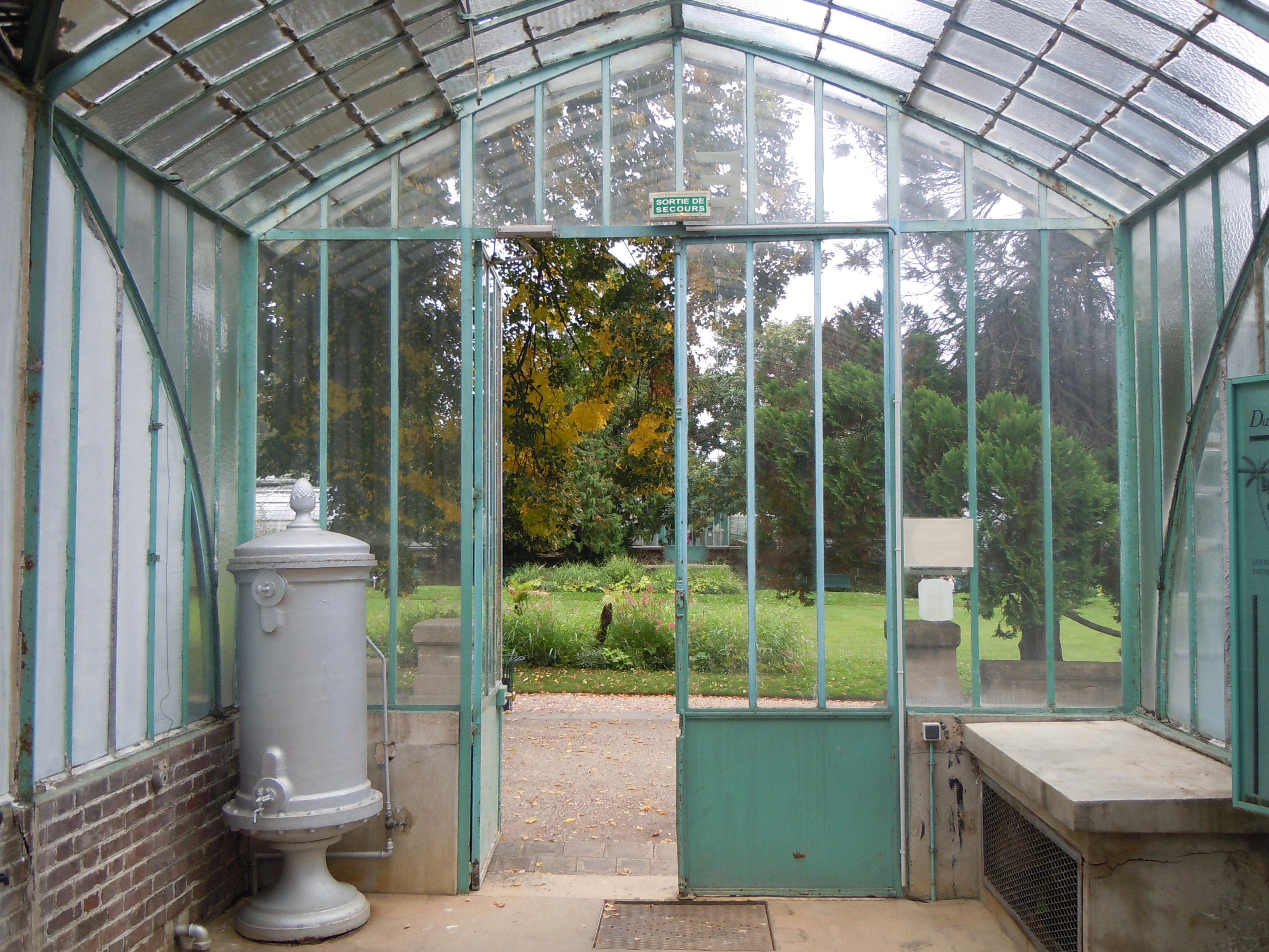
Corridoio centrale del plateau ovest nel 2013
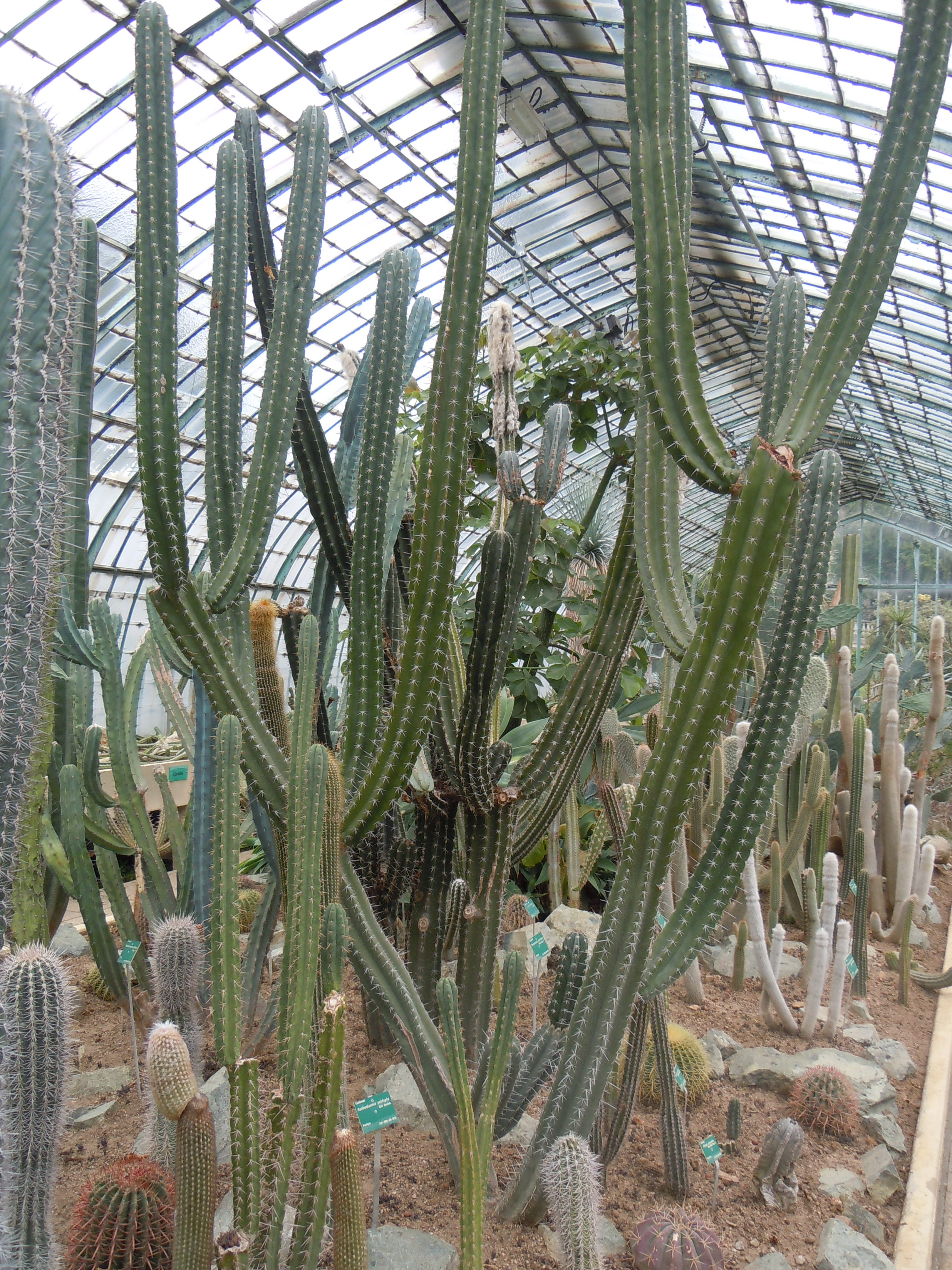
Serra delle Cactaceae nel 2013
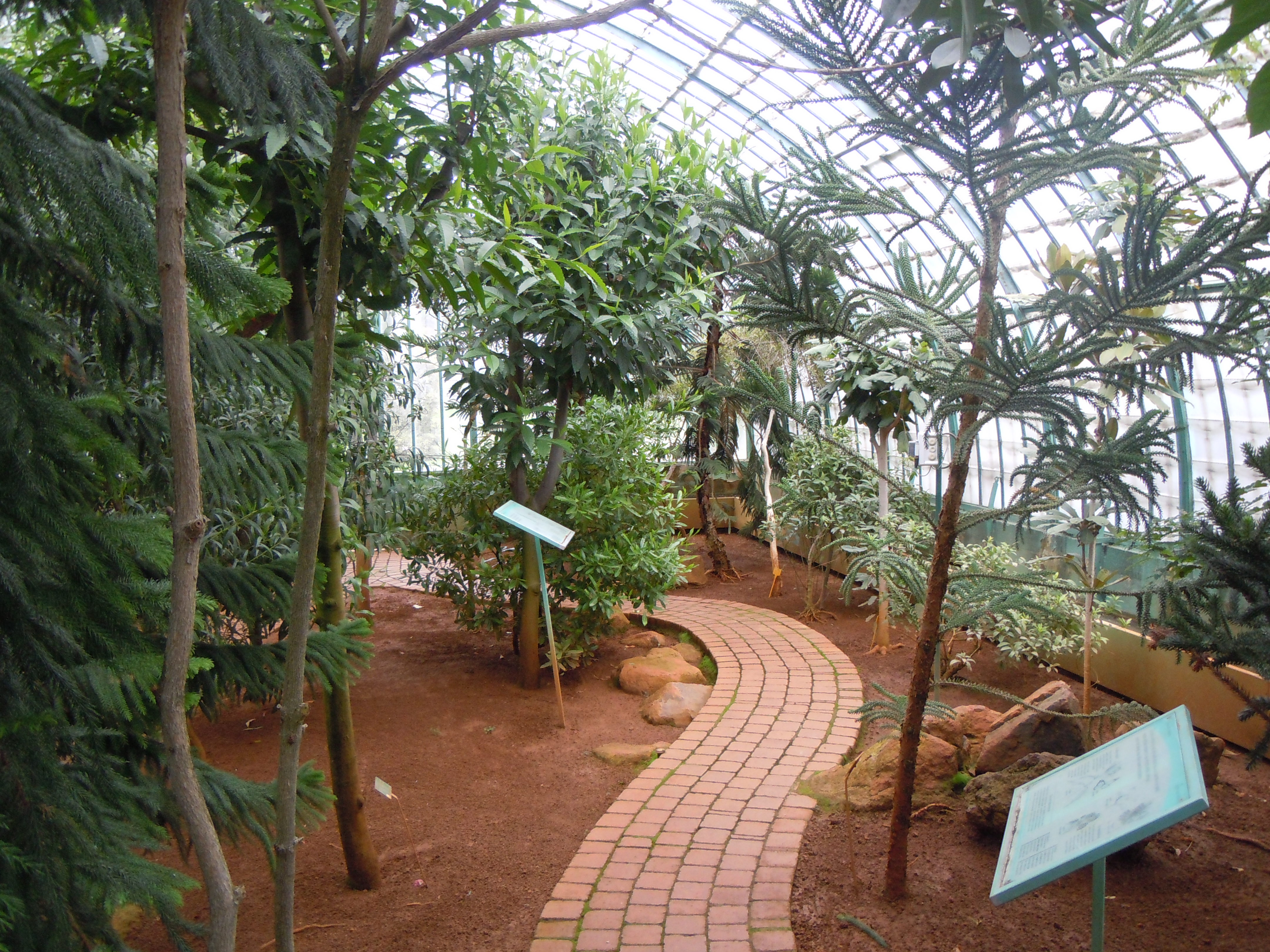
Serra della Nuova Caledonia nel 2013

##### Le serre calde

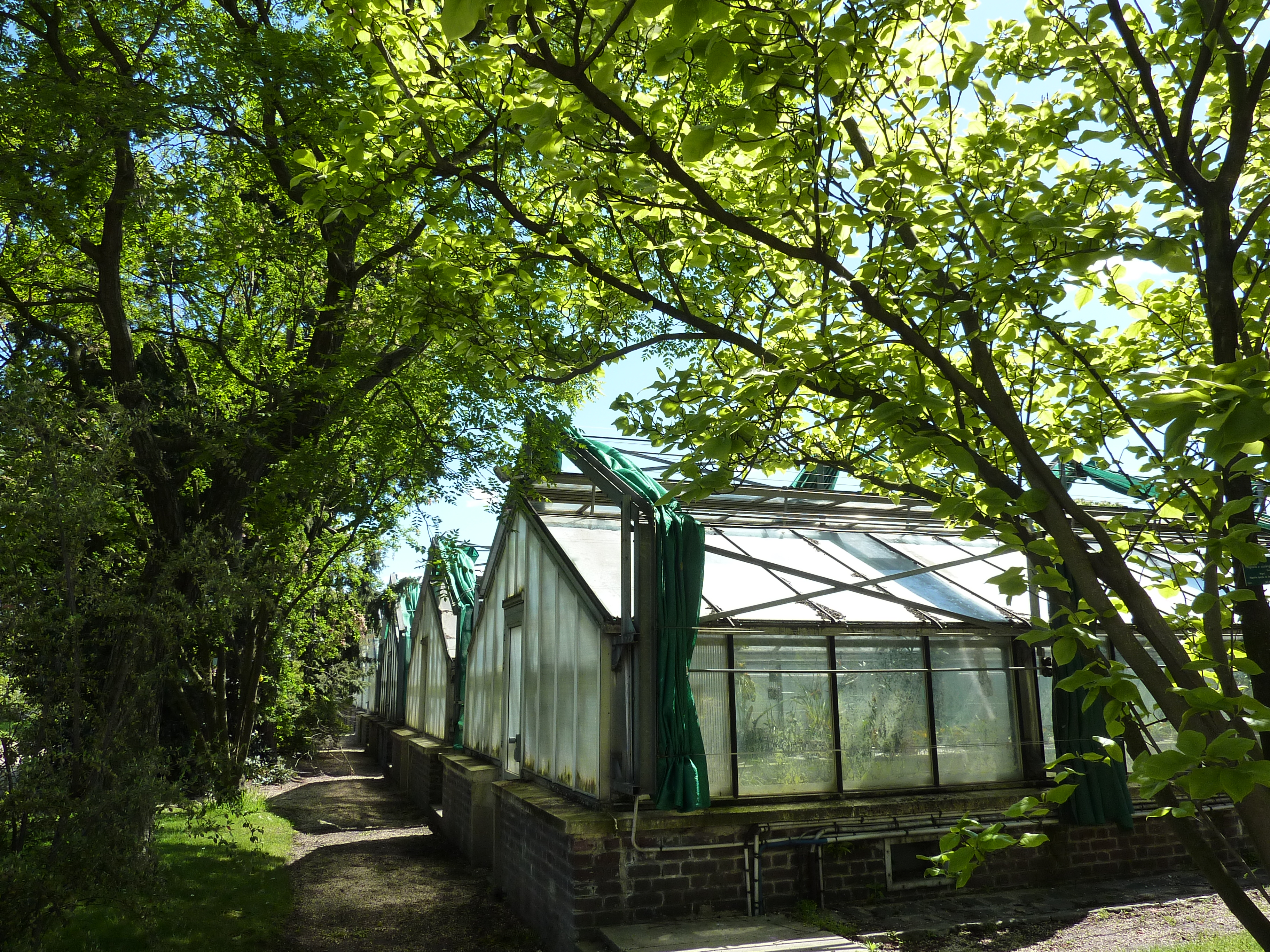
Le serre calde: infilata.
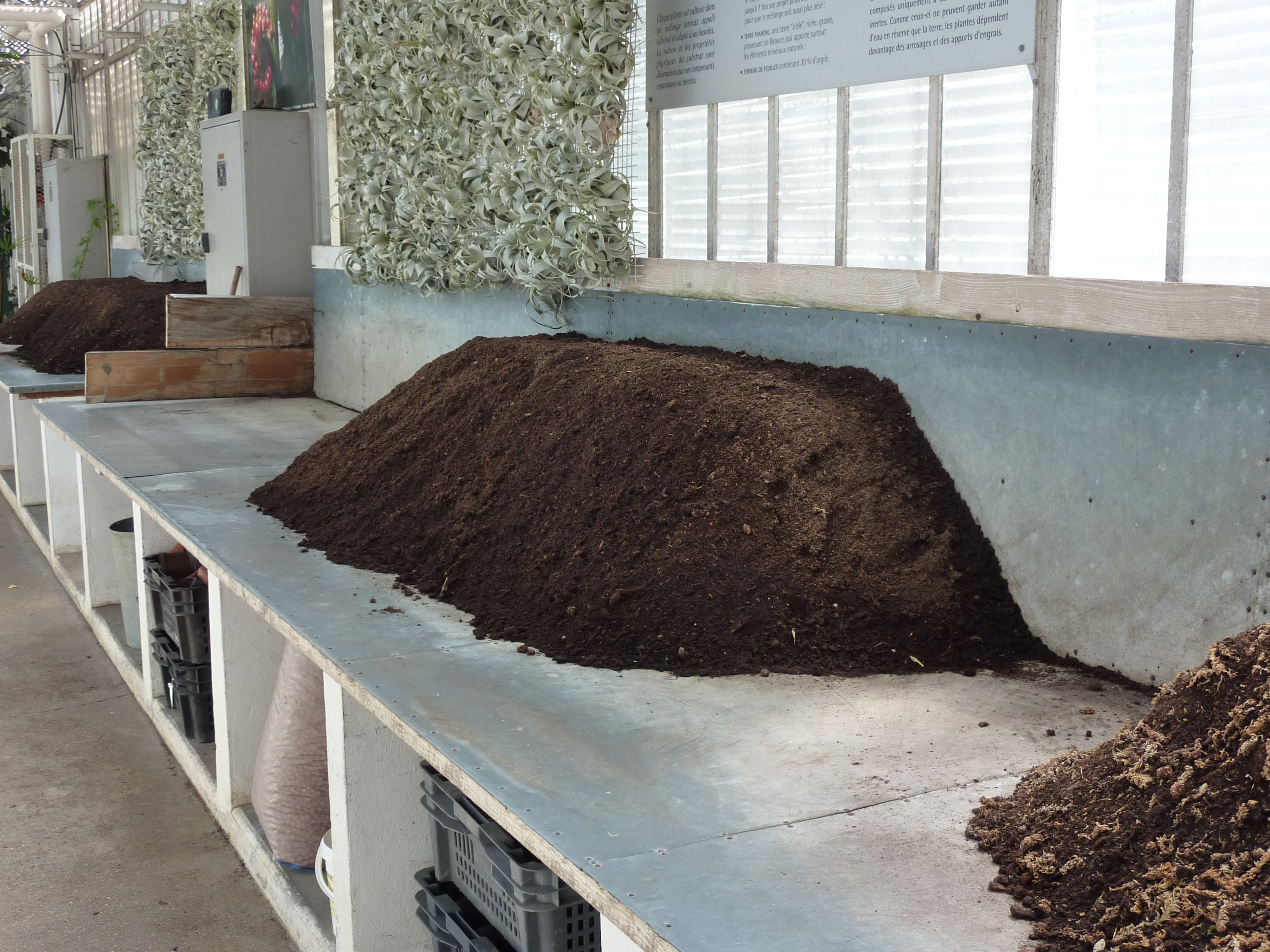
La galleria comune.
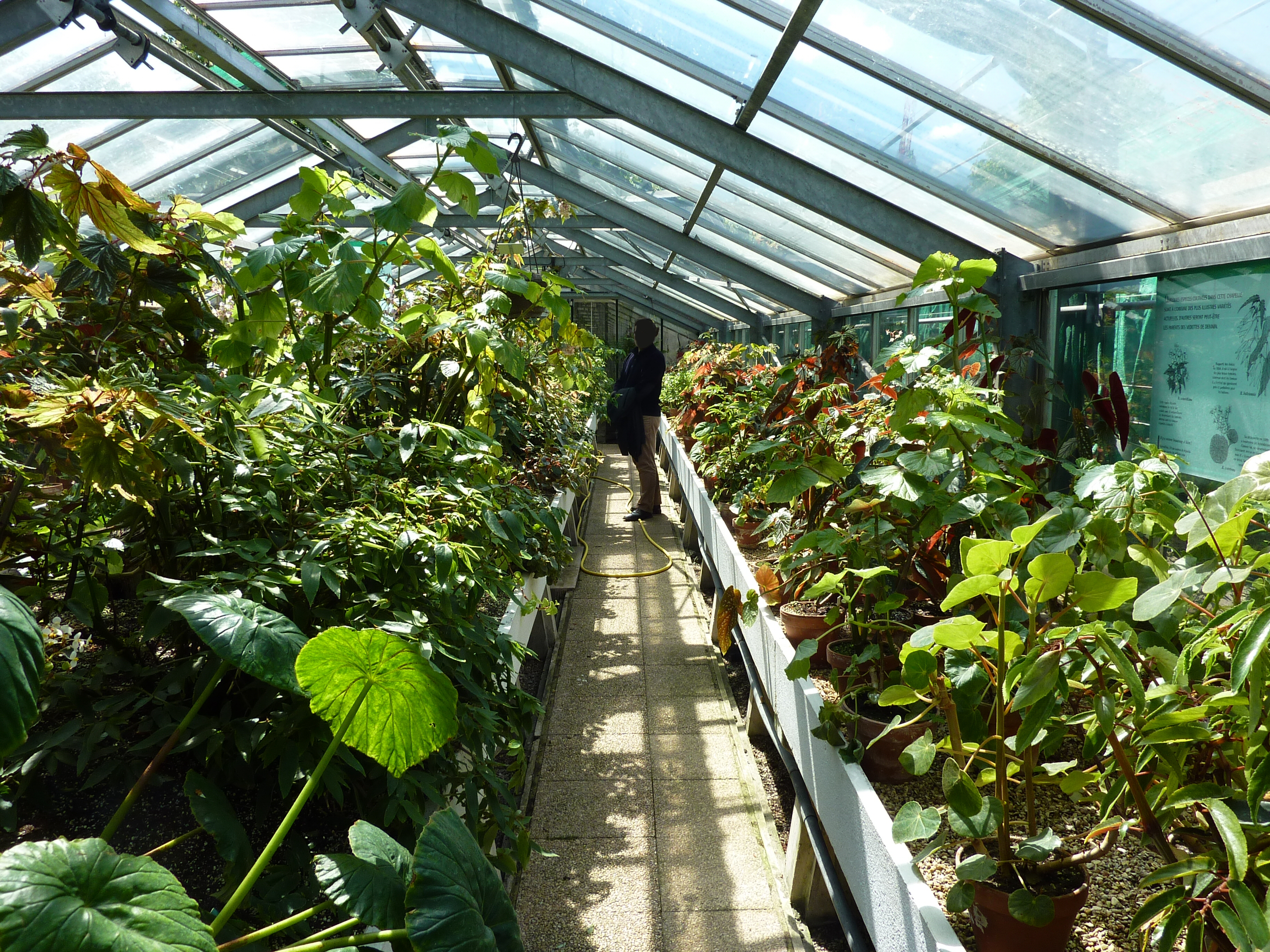
La serra delle begonie.
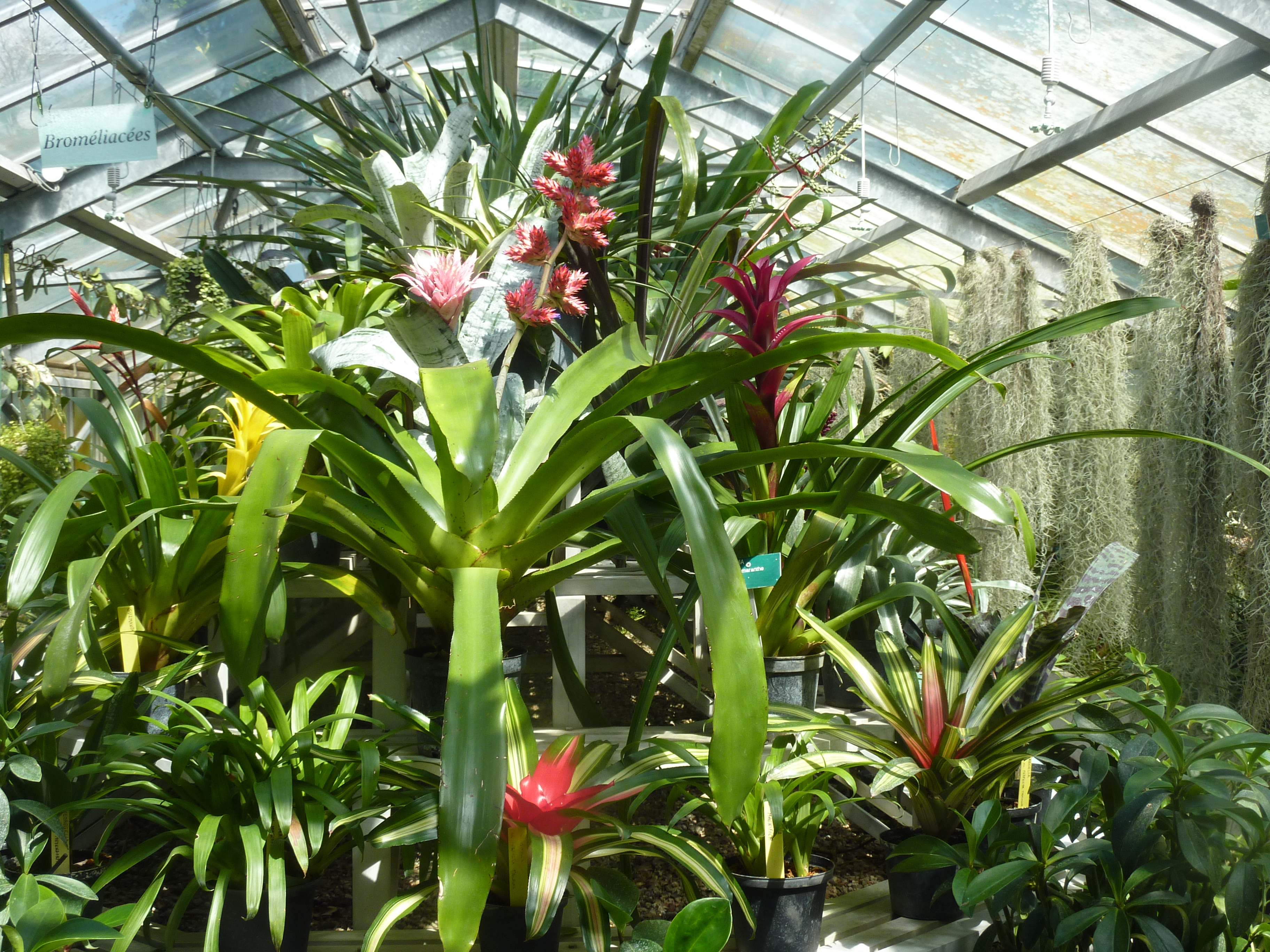
La serra delle bromeliacee.
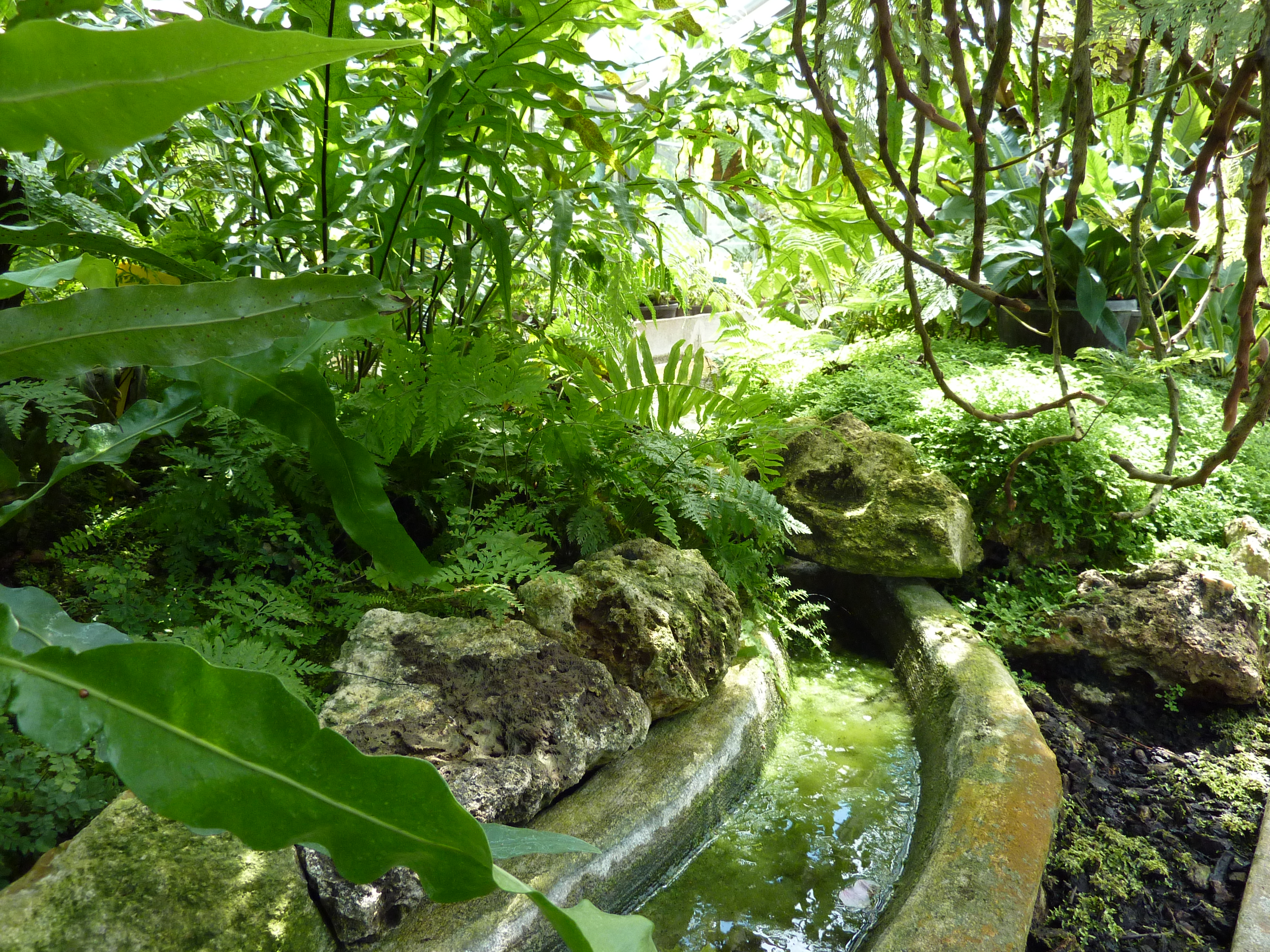
La serra delle felci.

##### Le serre tecniche

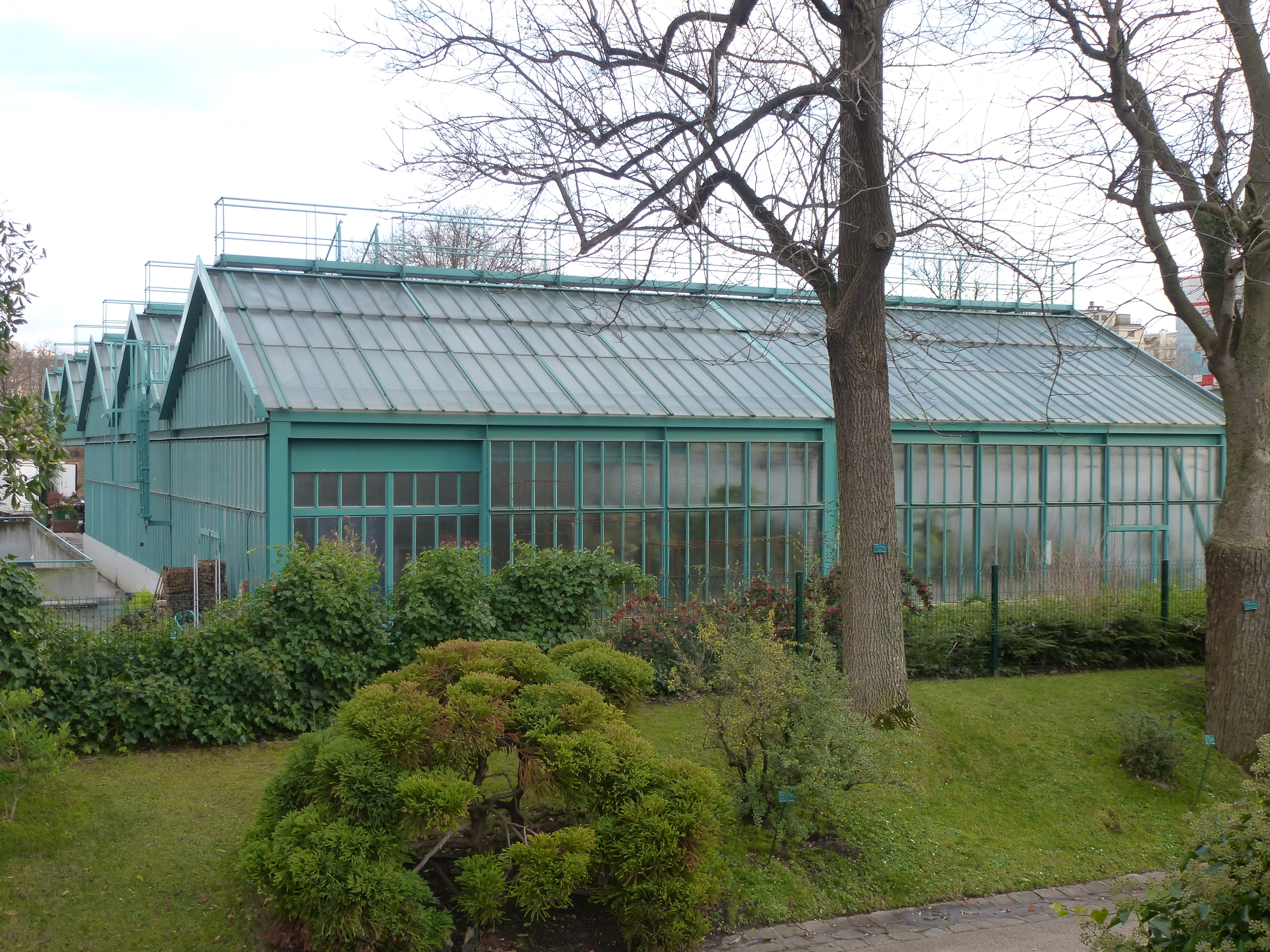
Le serre tecniche

#### Giardini

##### Giardini alla francese

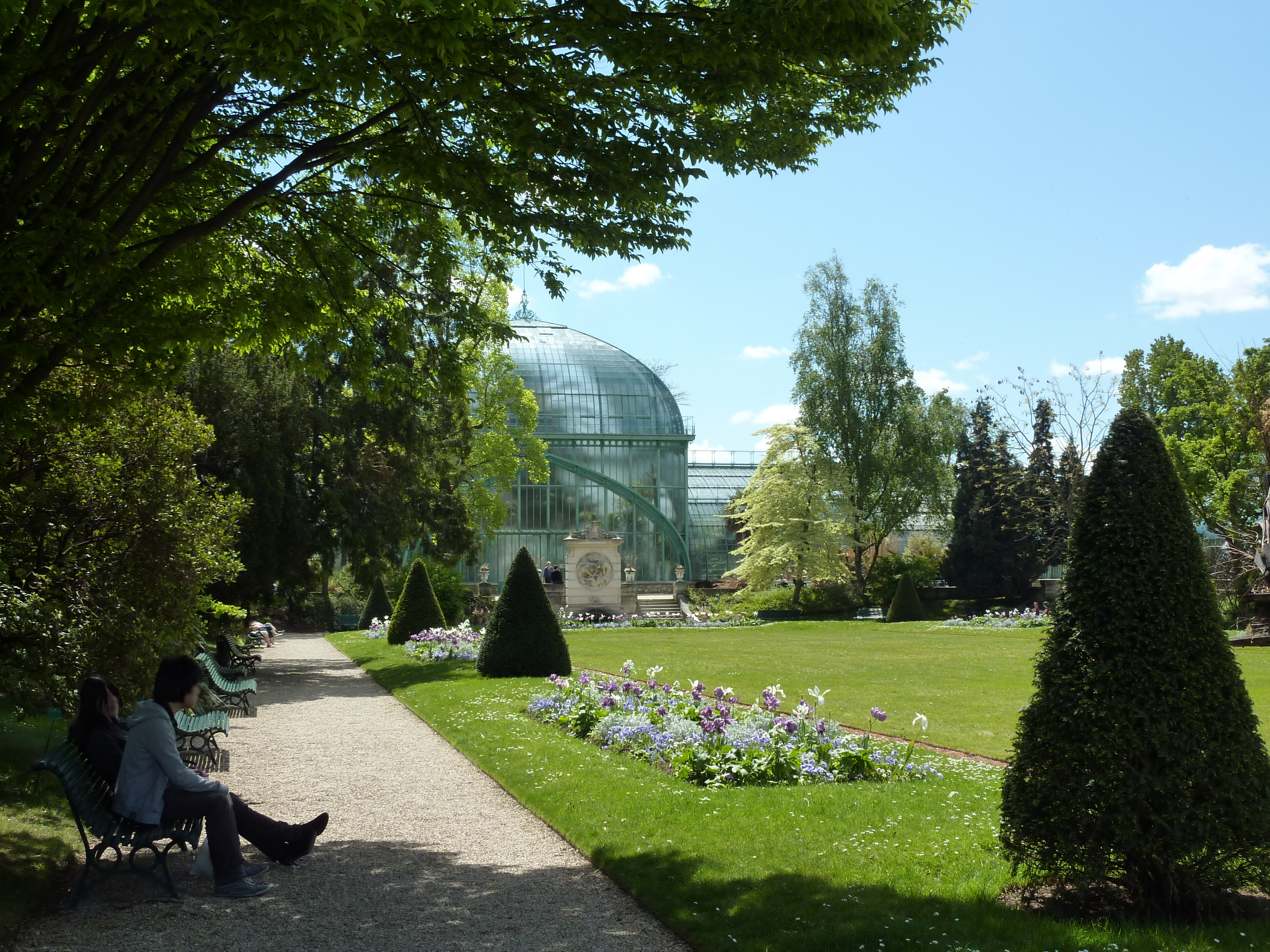
Vista sulla grande serra principale.
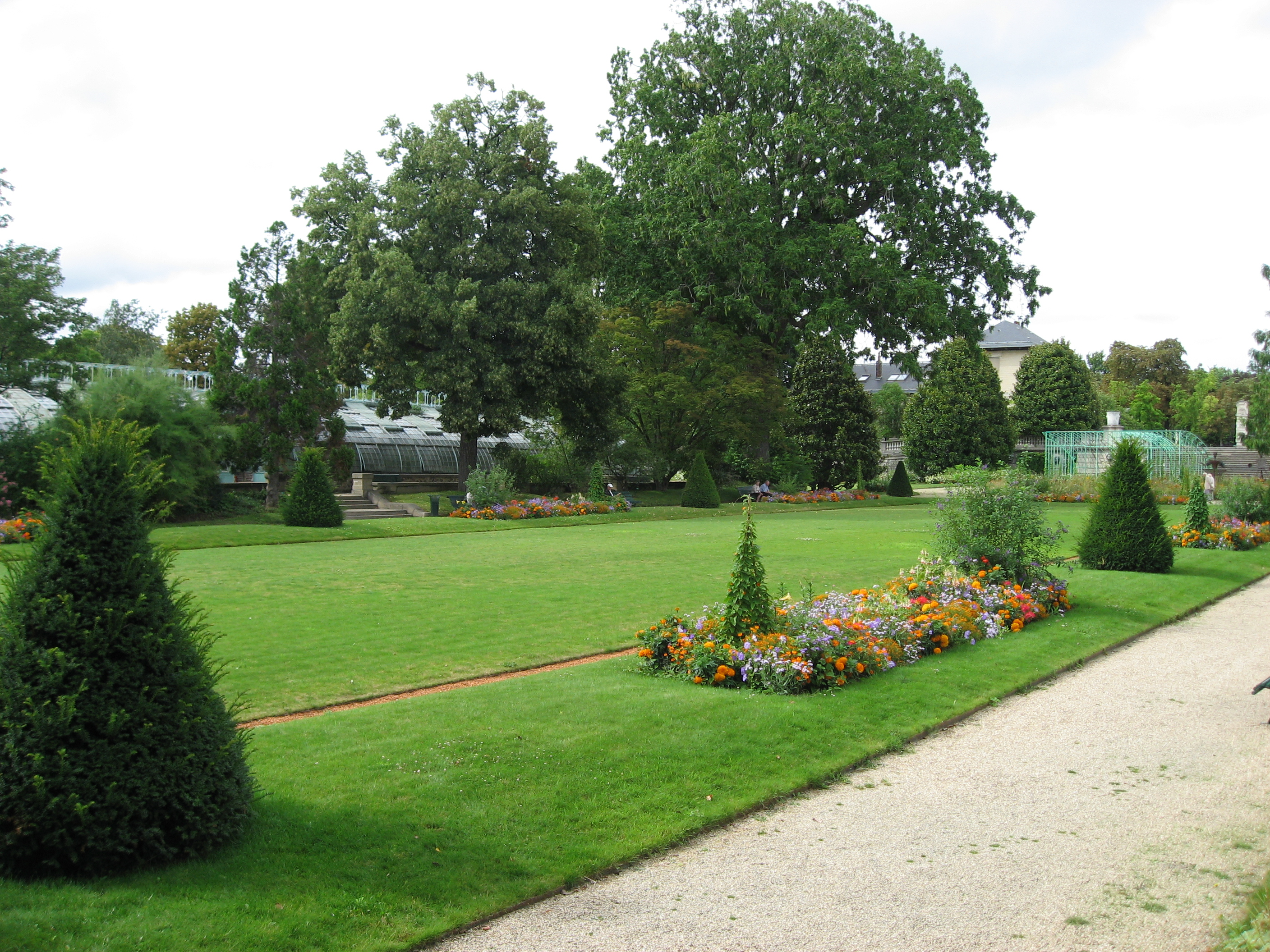
Vista a partire dalla grande serra principale.
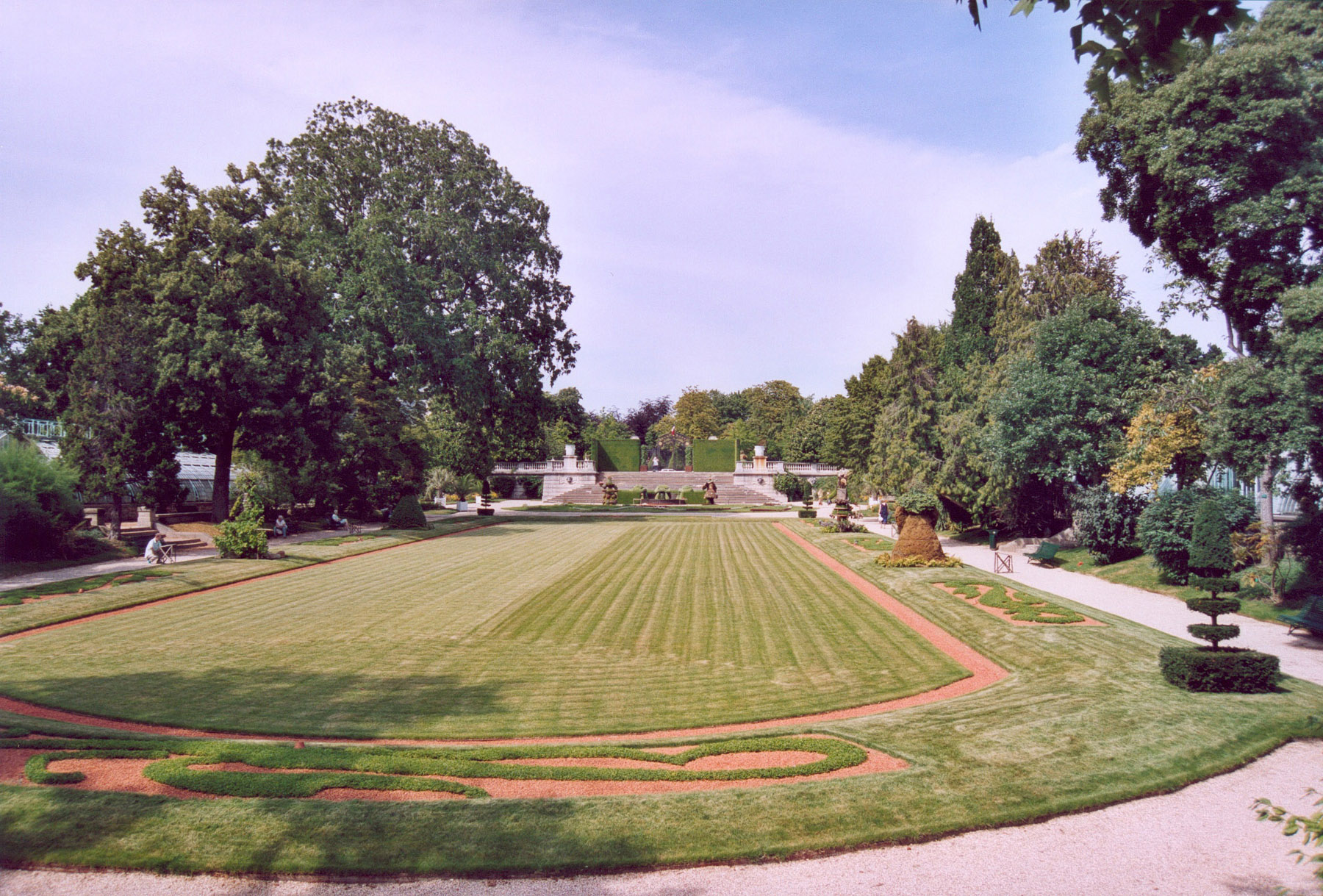
Vista a partire dalla grande serra principale.

Sculture del giardino alla francese
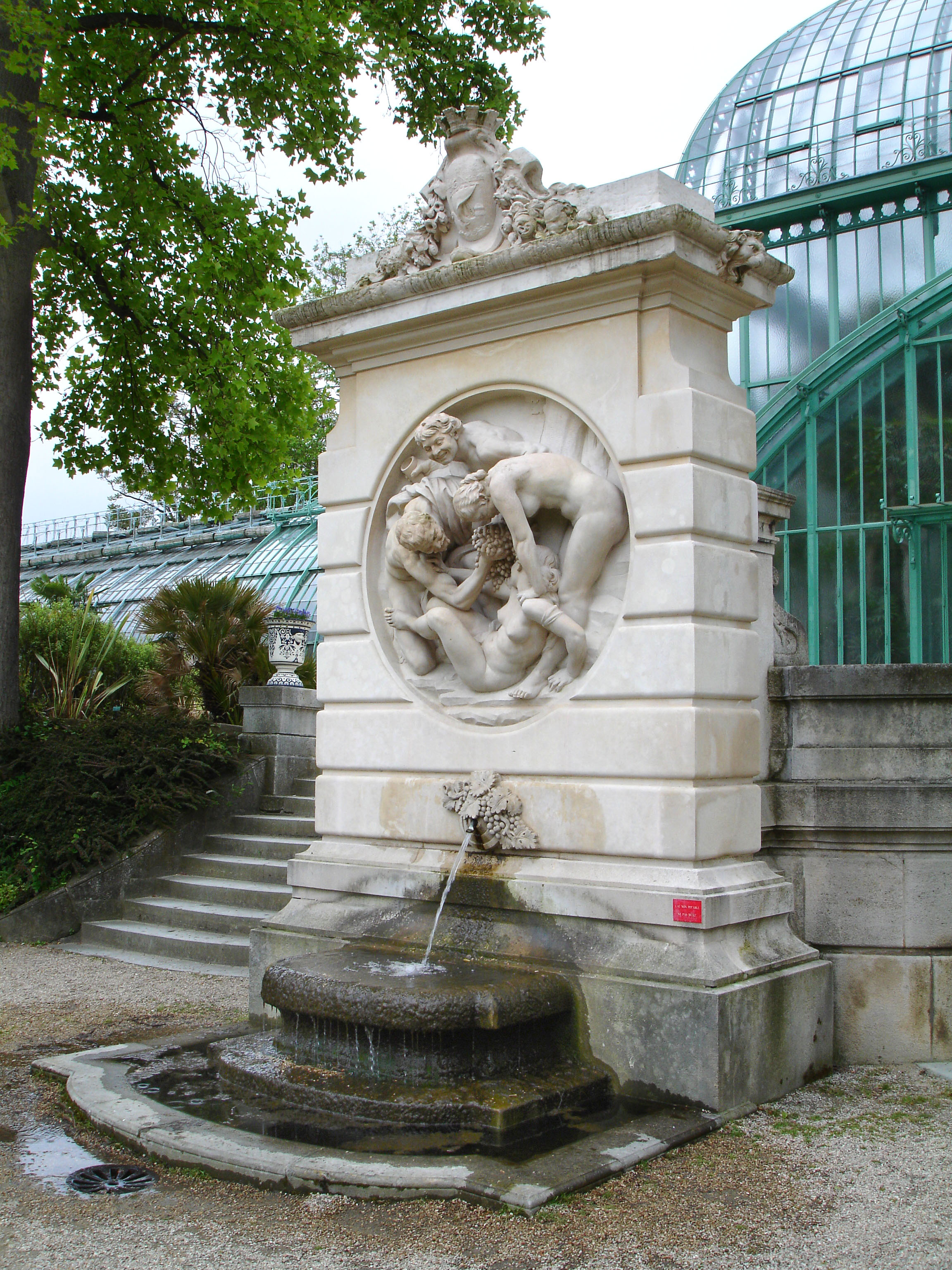
Fontana della Bacchanale di Jules Dalou.
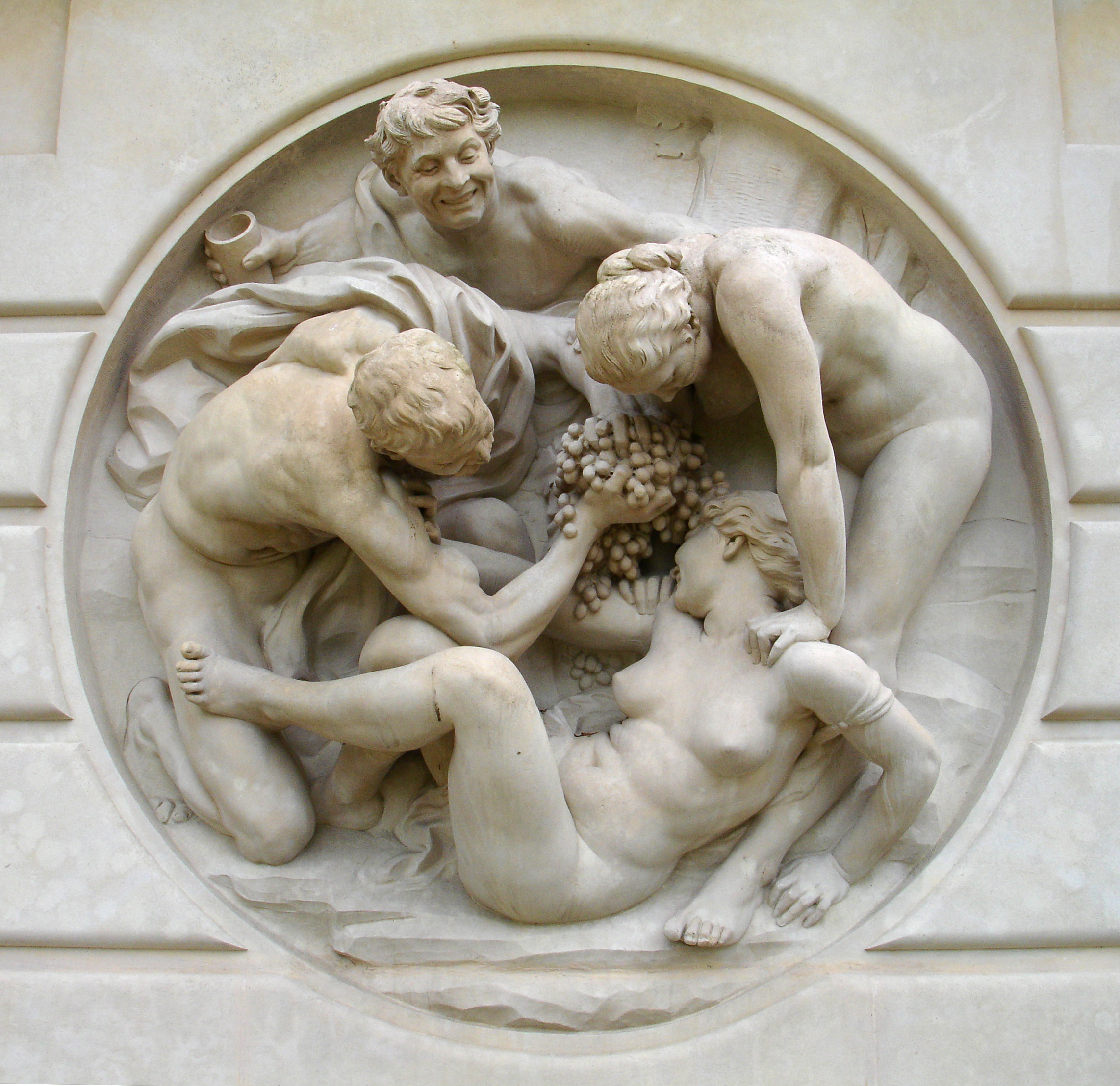
Altorilievo della Bacchanale di Jules Dalou.
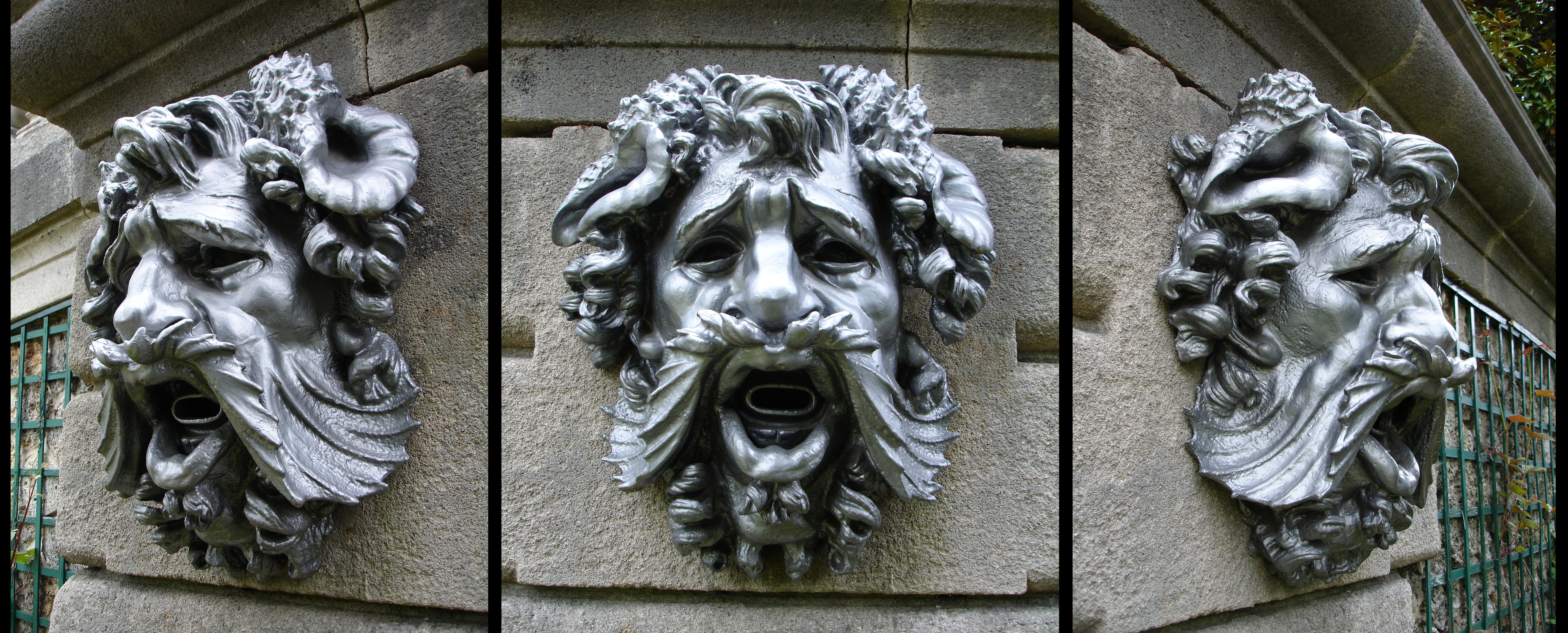
Mascheroni di Auguste Rodin.
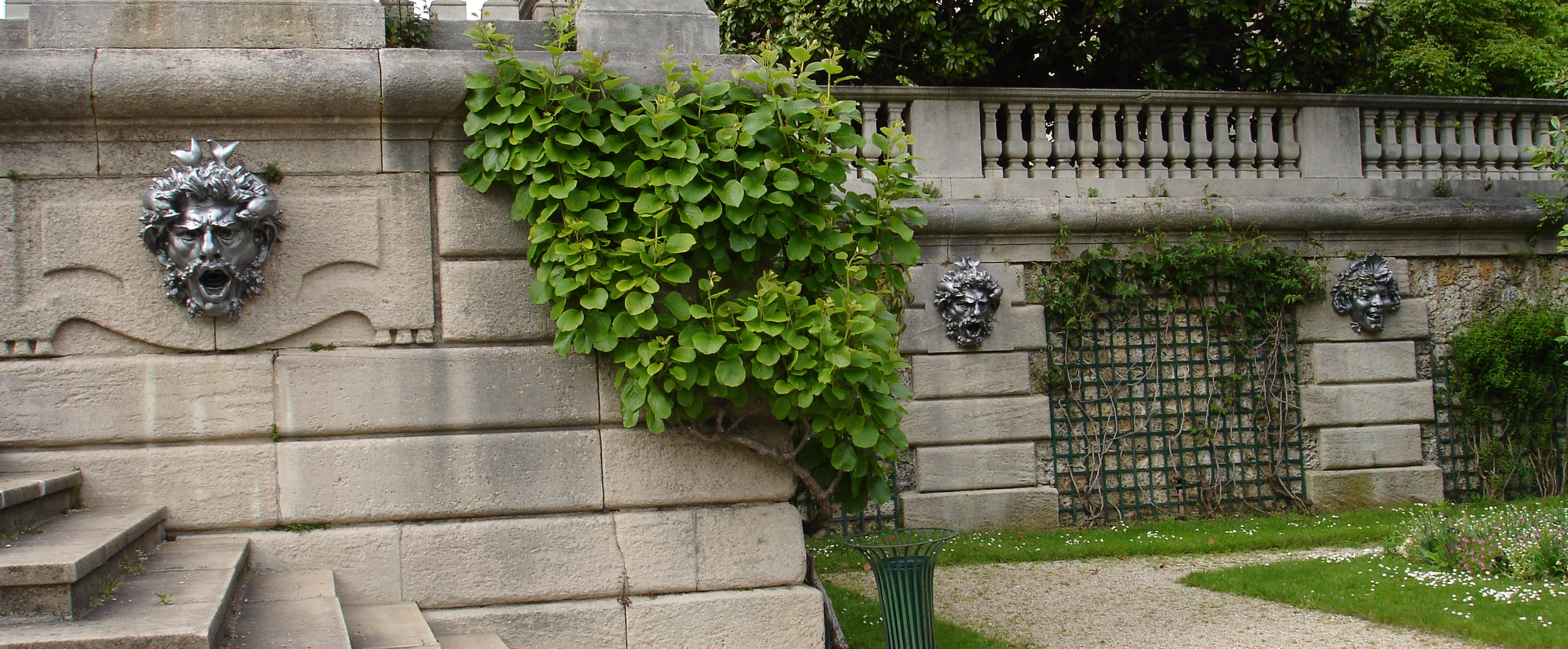
Mascherone di Auguste Rodin.

##### Giardino alla giapponese

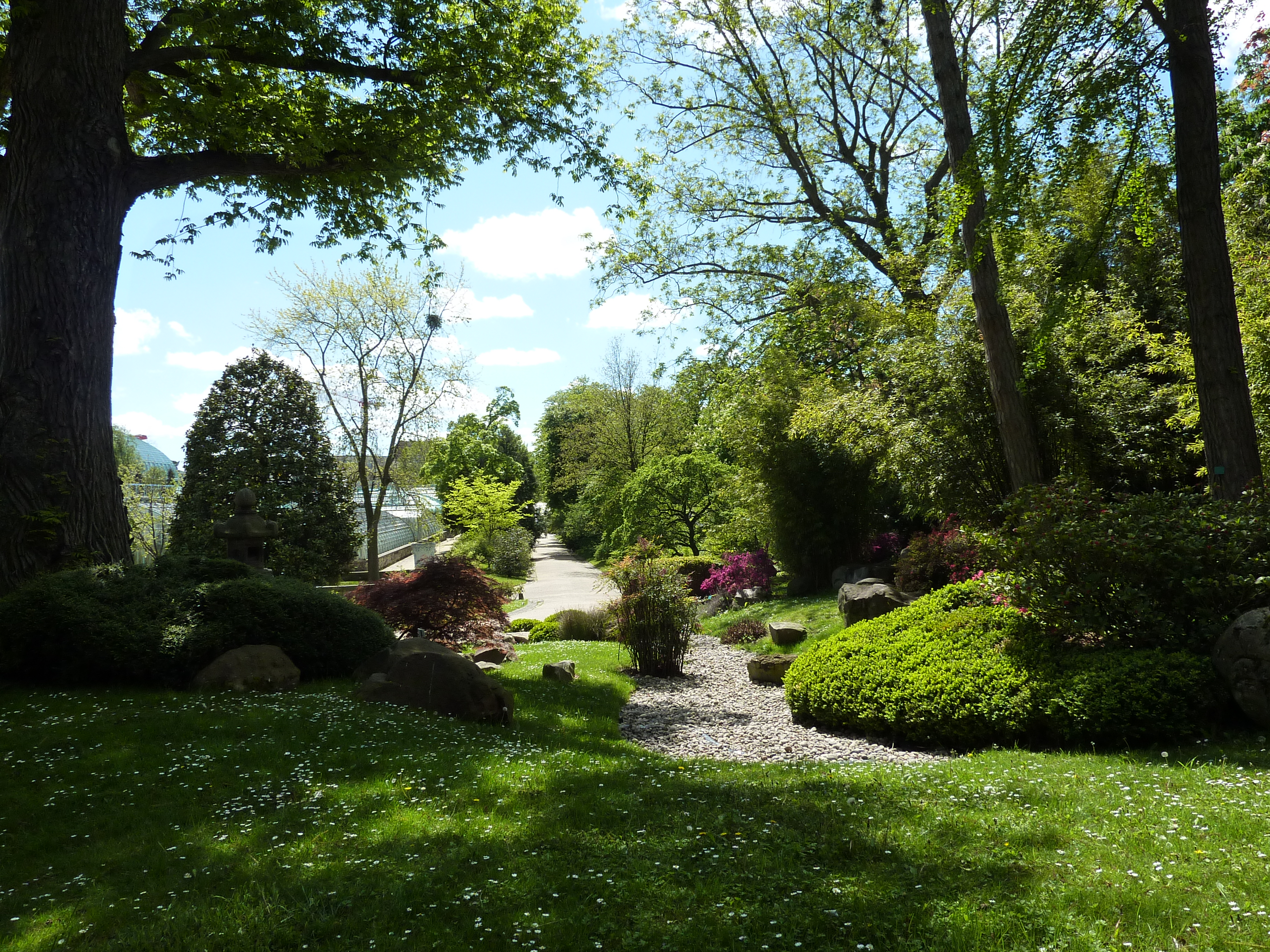
Vista nella sua lunghezza.
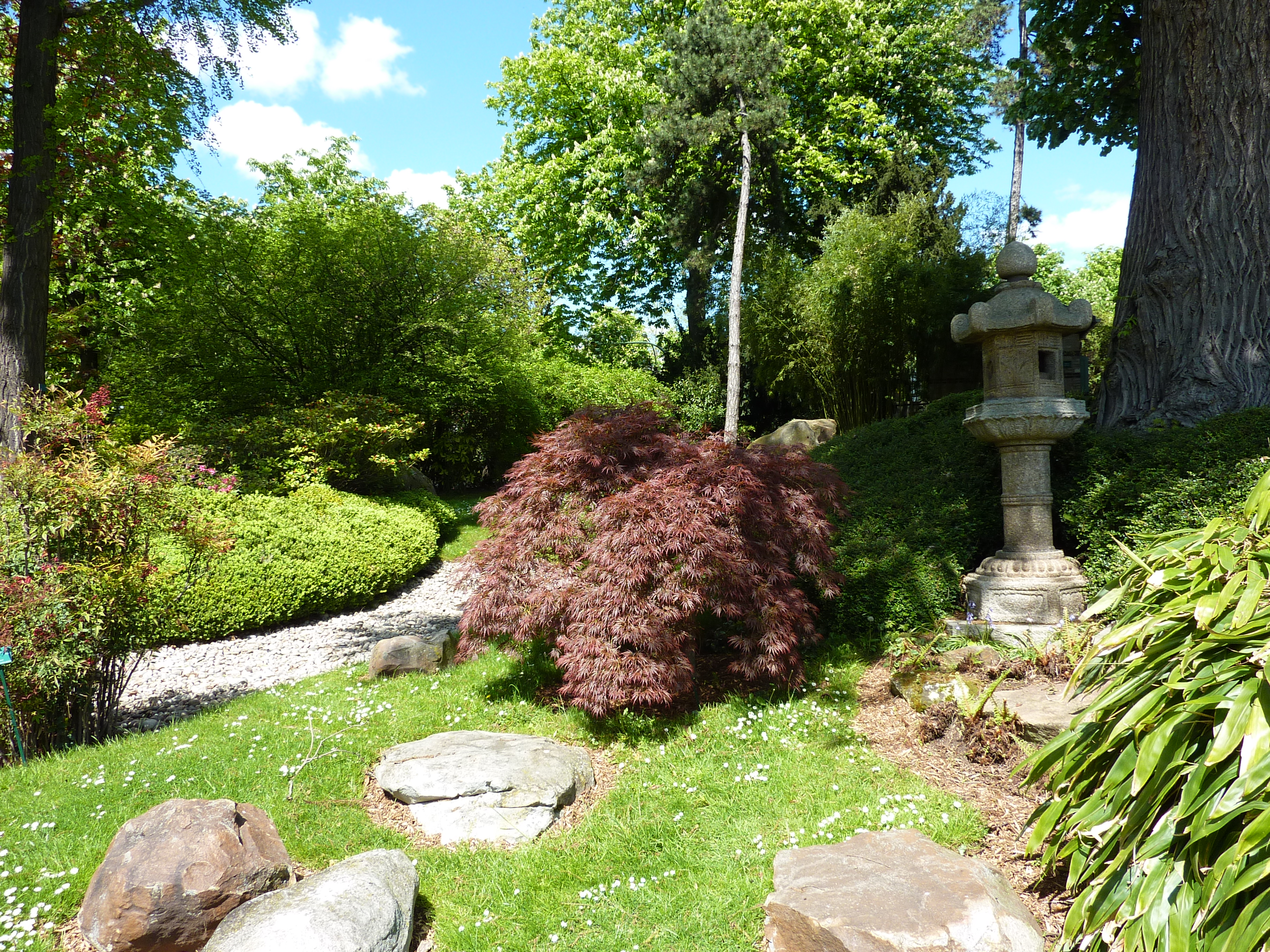
La lanterna di pietra.

##### Giardino contemporaneo

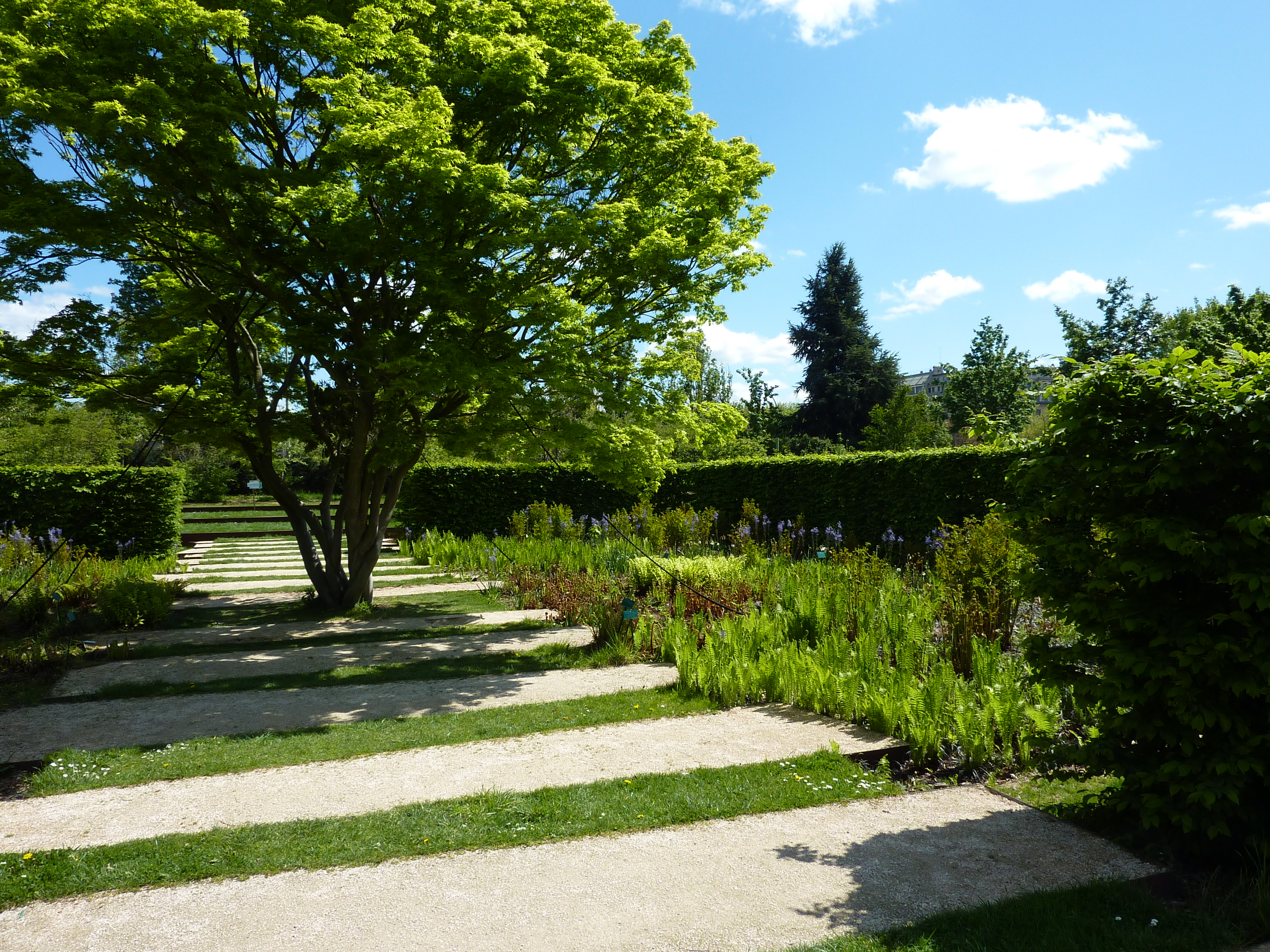
Veduta d'insieme.
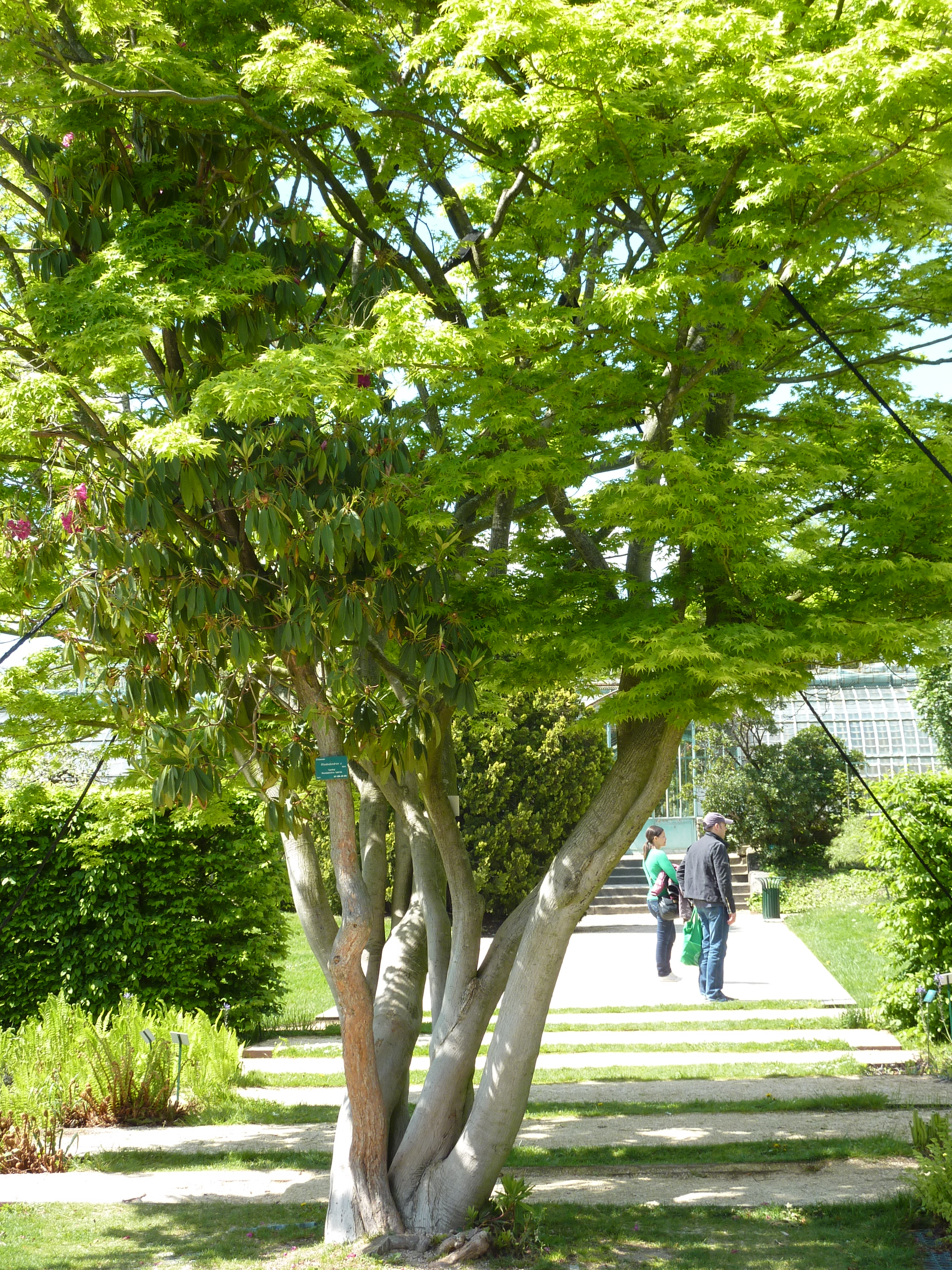
Due alberi uniti in uno solo.
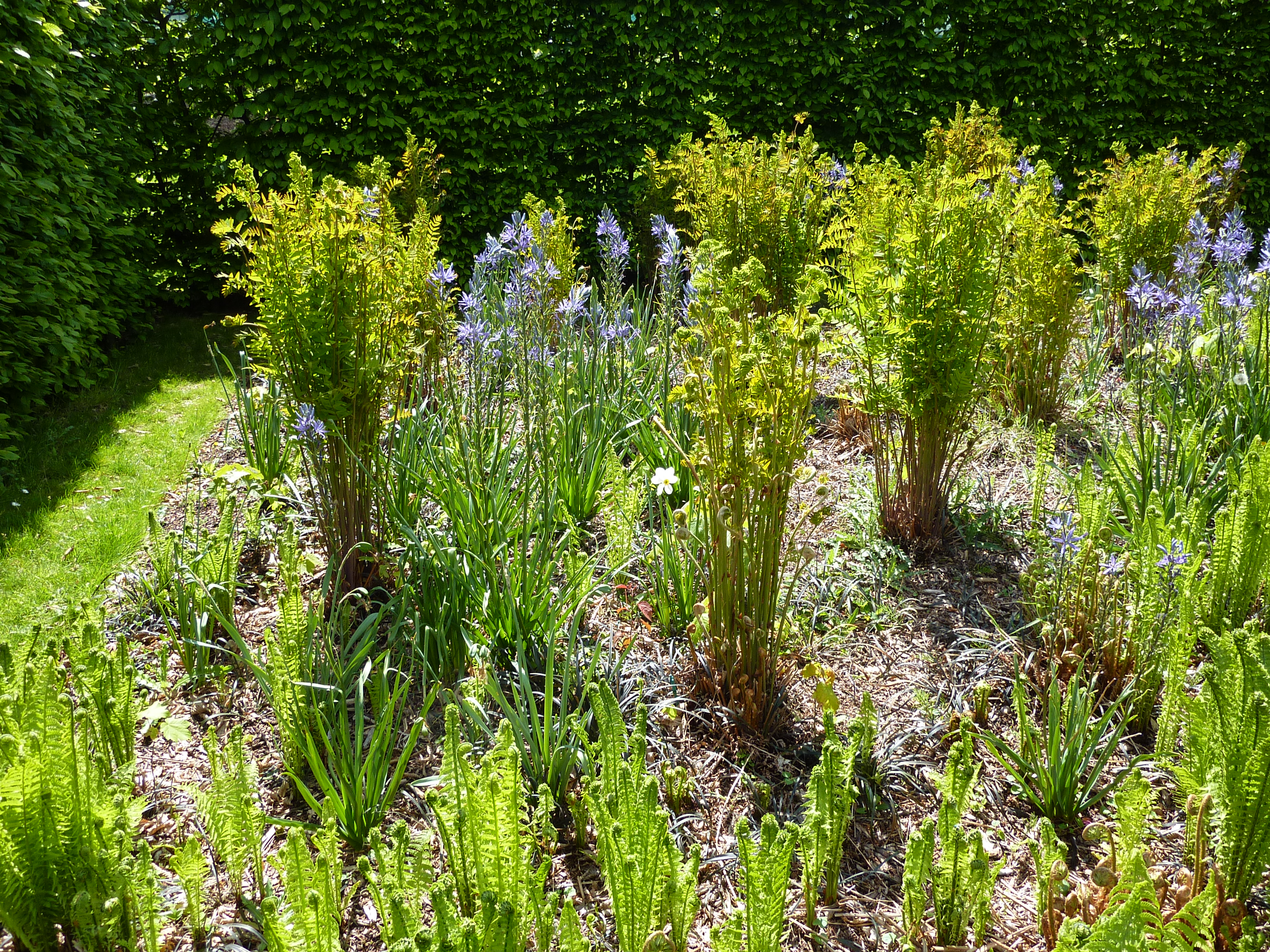
Felci e fioriture primaverili.

##### Giardino mediterraneo

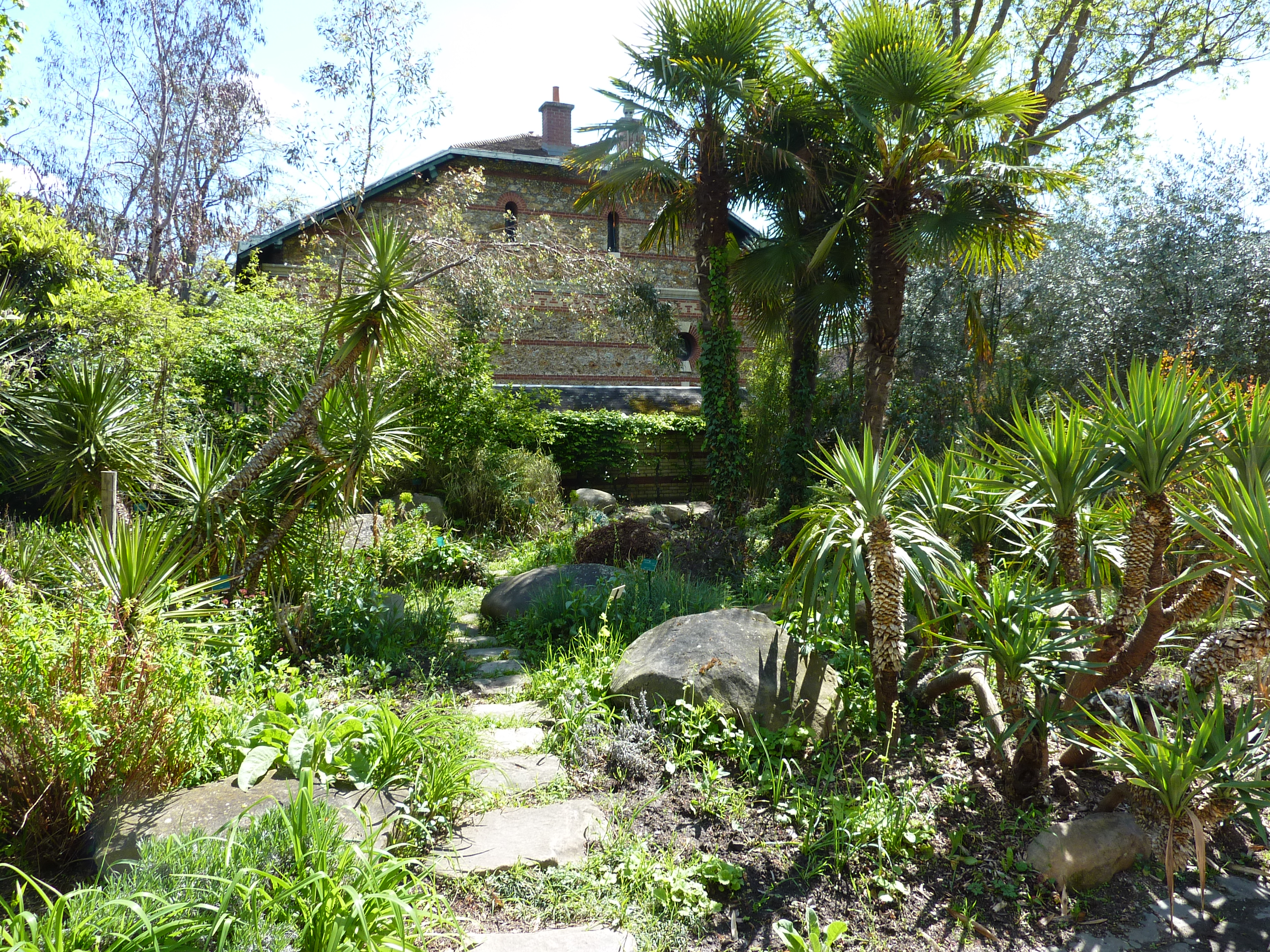
Il giardino mediterraneo

## Eventi puntuali
Il giardino delle serre d'Auteuil propone esposizioni temporanee a tema botanico e altri eventi artistici come il  festival Les Solistes des Serres d'Auteuil, trasferito al parc de Bagatelle in previsione dell'ampliamento dello stade Roland Garros . 

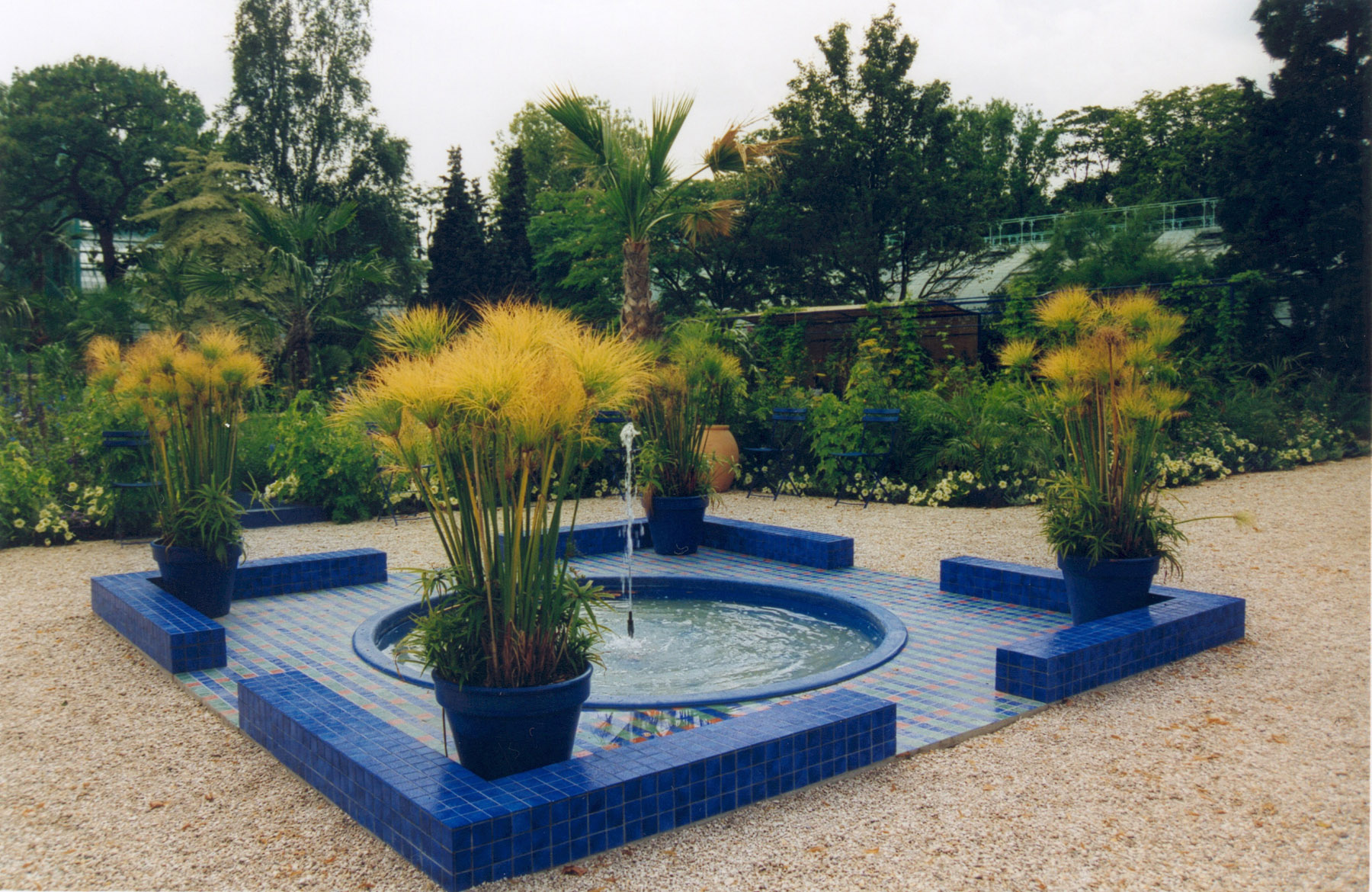
Nel 1999, esposizione sui palmizi.
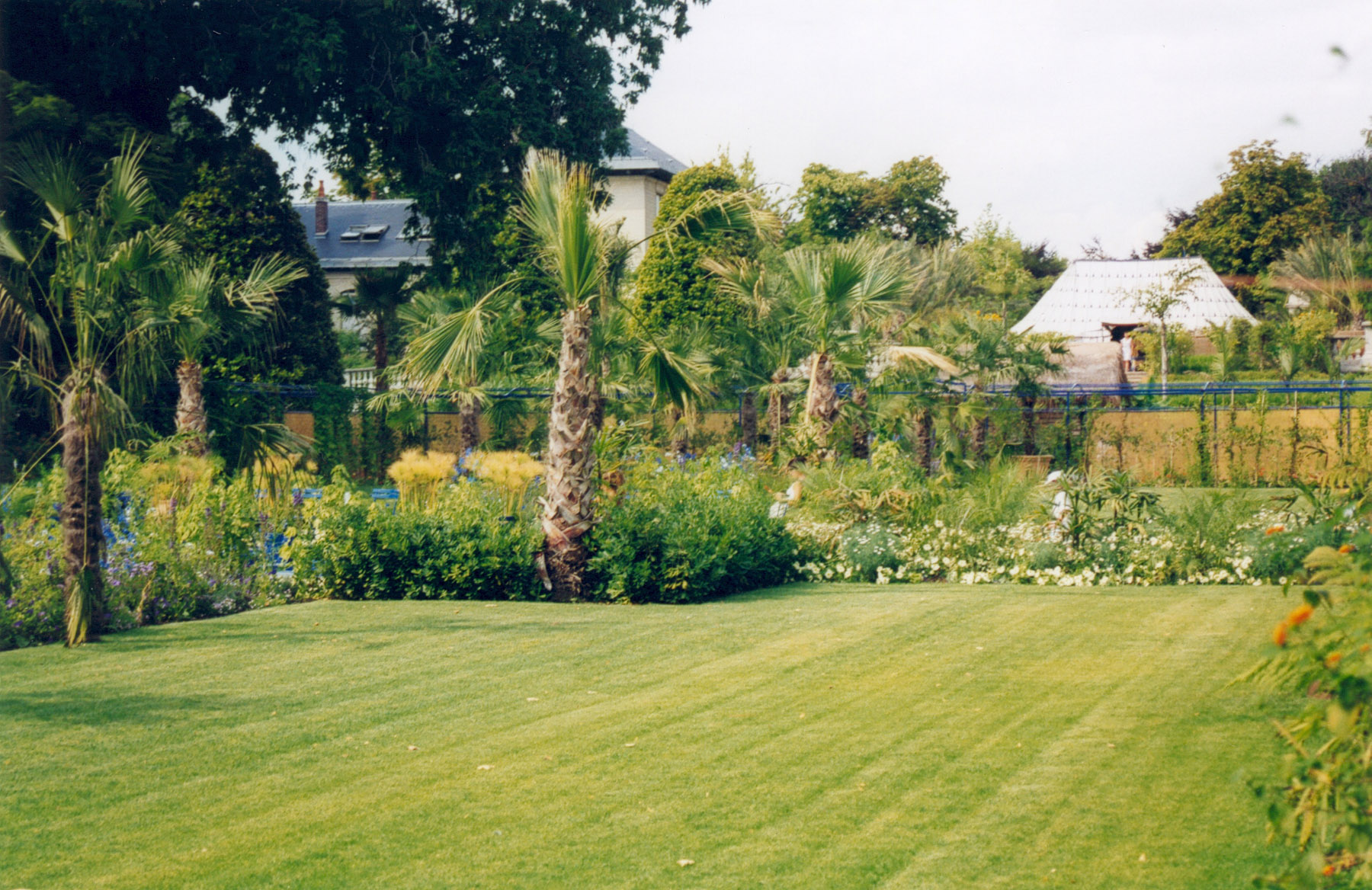
Nel 1999, esposizione sui palmizi.
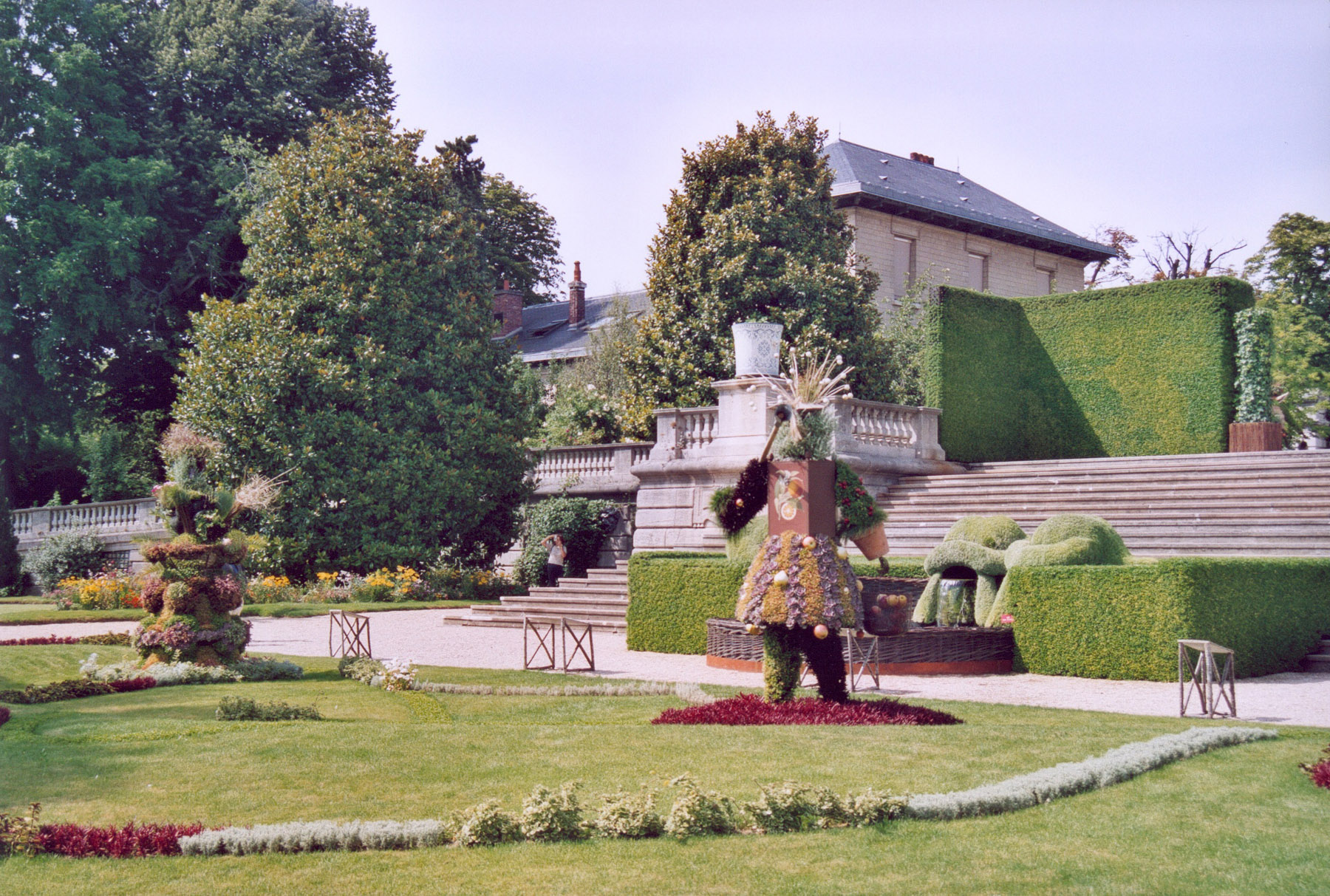
Nel 2005, il tema è l' ars topiaria.
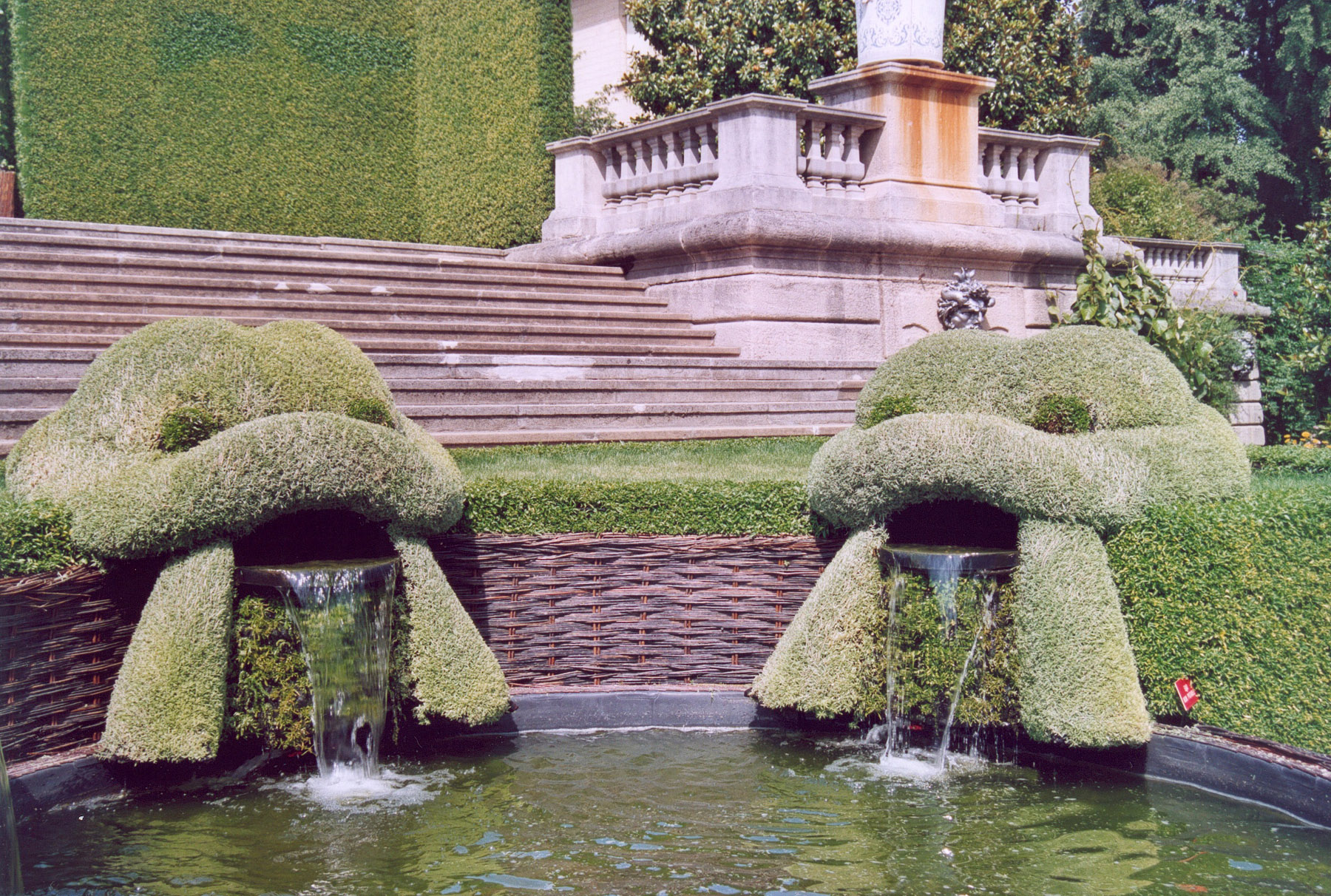
Nel 2005, ars topiaria.